# Liste der Baudenkmäler in Neunkirchen am Brand
Auf dieser Seite sind die Baudenkmäler in dem oberfränkischen Markt Neunkirchen am Brand zusammengestellt. Diese Tabelle ist eine Teilliste der Liste der Baudenkmäler in Bayern. Grundlage ist die Bayerische Denkmalliste, die auf Basis des Bayerischen Denkmalschutzgesetzes vom 1. Oktober 1973 erstmals erstellt wurde und seither durch das Bayerische Landesamt für Denkmalpflege geführt wird. Die folgenden Angaben ersetzen nicht die rechtsverbindliche Auskunft der Denkmalschutzbehörde.

## Ensembles

### Ortskern Neunkirchen am Brand mit Kloster
Den Kern des Ensembles (Lage) bilden die Kirche und die Hauptbauten des ehemaligen 1314 gegründeten und 1552 aufgehobenen Augustinerchorherrenstifts, dem nördlich und westlich eine Marktsiedlung an einer Straße von Forchheim nach Nürnberg vorgelagert ist. Der südliche Klosterbereich zeigt heute eine hofartige Platzbildung, die durch Klostertor, Schulhaus, Mesnerhaus, Pfarrhaus, das barocke Amtshaus und Reste der Klosterbefestigung begrenzt wird. Der Kirchturm, das Erlanger Tor und der Zehntstadel wirken in diesen Ensemblebereich ein. Die nördlich vorgelagerte Marktstraße, die durch den quer verlaufenden Bach in den Inneren und den Äußeren Markt mit platzartiger Aufweitung geteilt wird, säumen in geschlossenen Reihen durchwegs zweigeschossige Bürgerhäuser des 18. und 19. Jahrhunderts, meist Giebelbauten, einige in Fachwerk. Der Innere Markt mit dem (erst in jüngerer Zeit freigestellten) Rathaus wird von der dahinter aufragenden Stifts- und Pfarrkirche mit gotischem Erscheinungsbild beherrscht. Von ihrer ehemaligen Ummauerung an der Nord- und Ostseite ist nur noch die spätgotische Katharinenkapelle erhalten, die in diesem Bereich die Ausdehnung des alten Stiftsbezirkes bezeichnet. Aktennummer: E-4-74-154-1.

## Kloster- und Marktbefestigung
Die Marktbefestigung besteht aus einer Sandsteinquadermauer, zum Teil verputzt, mit Torbauten und entstammt dem letzten Viertel des 15. Jahrhunderts und dem frühen 16. Jahrhundert.
Reste der Südmauer im westlichen Teil von Färbergasse 5, vom Brandbach zum Erleinhofer Tor hinter Erleinhofer Straße 17–21, Reste der Westmauer vom Erleinhofer Tor zum Forchheimer Tor entlang der Friedhofstraße mit Unterbrechung gegenüber dem Friedhof an der Rückseite von Erlanger Straße 16, Hirtengasse 5, 7, 17, 19 und 21, Reste der Nordmauer nördlich am Forchheimer Tor, in der Rückwand von Forchheimer Straße 18, entlang der Grundstücksgrenzen zum Hirtengraben von Forchheimer Straße 8, Äußerer Markt 8, Fröschau 1 und 3, Am Schwibbogen 1 und 4, Glasergasse 8, Reste der Ostmauer in den Häusern Glasergasse 6, 4 und 2 sowie die Rückwand von Gräfenberger Straße 2b, zugehörig Klostertor (vergleiche Klosterhof 2–4), Erlanger Tor (vergleiche Erlanger Straße), Erleinhofer Tor (vergleiche Erleinhofer Straße 16), Forchheimer Tor (vergleiche Forchheimer Straße 18), Reste der Unteren Bastei im Kleinhaus (Hirtenstraße 9).
Von der ehemaligen Klostermauer ist ein geringer Rest der im 14. Jahrhundert angelegten Stiftsmauer an der Nordwestecke der Katharinenkapelle erhalten. Von der Erweiterung nach Süden im späten 15. Jahrhundert sind große Teile der Westmauer, beginnend bei Klosterhof 2/4, verlaufend hinter Klosterhof 6, Erlanger Straße 2, 10 und 8 zum Erlanger Tor, von der Südmauer ist noch ein kleines Stück neben dem Erlanger Tor, weitere Teile sind östlich des Pfarrhauses (Mühlweg 3) als Pfarrgartenmauer erhalten.
Aktennummer: D-4-74-154-62. Bilder.

Marktbefestigung im Uhrzeigersinn
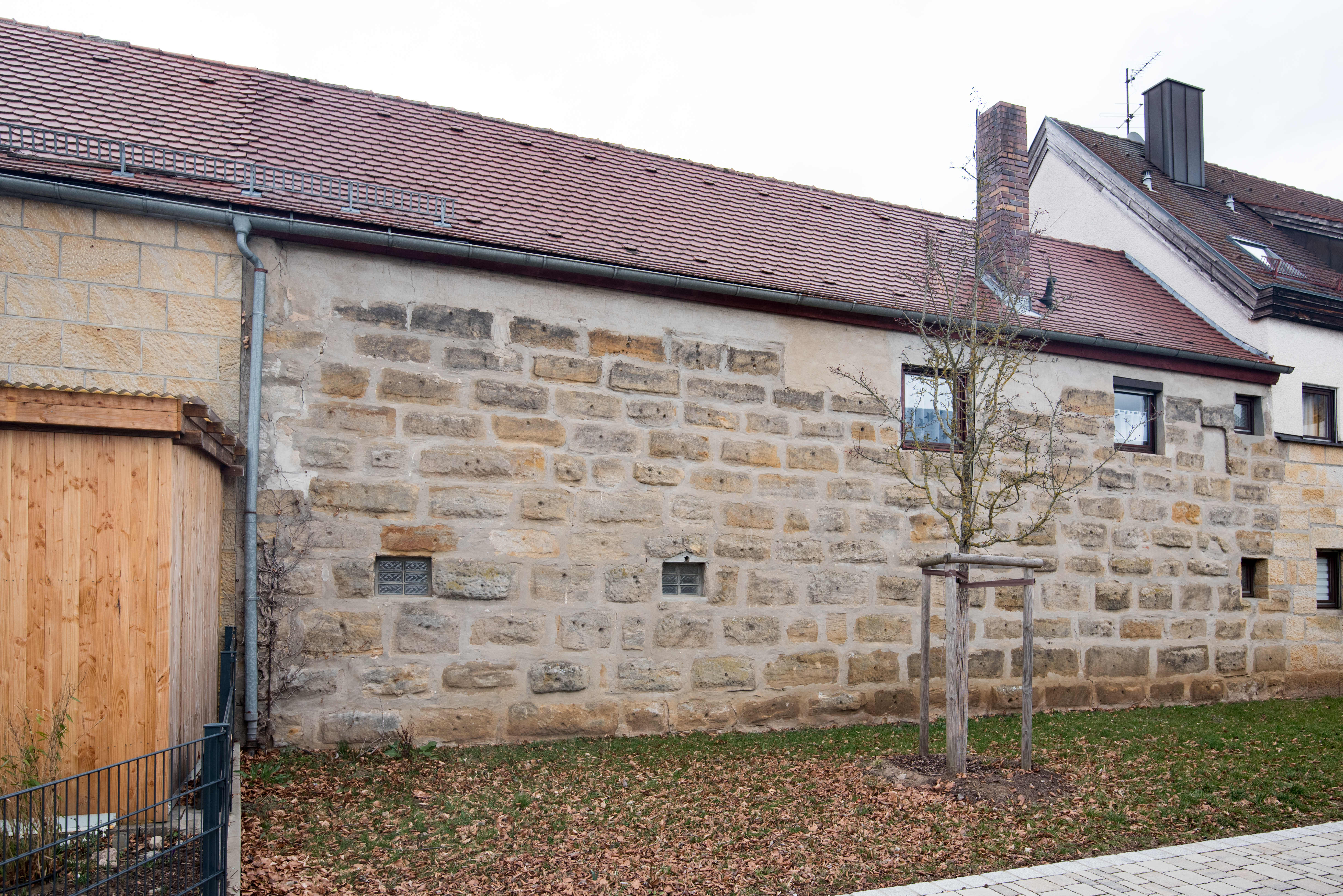
Ortsmauer in Scheune verbaut bei Färbergasse 5
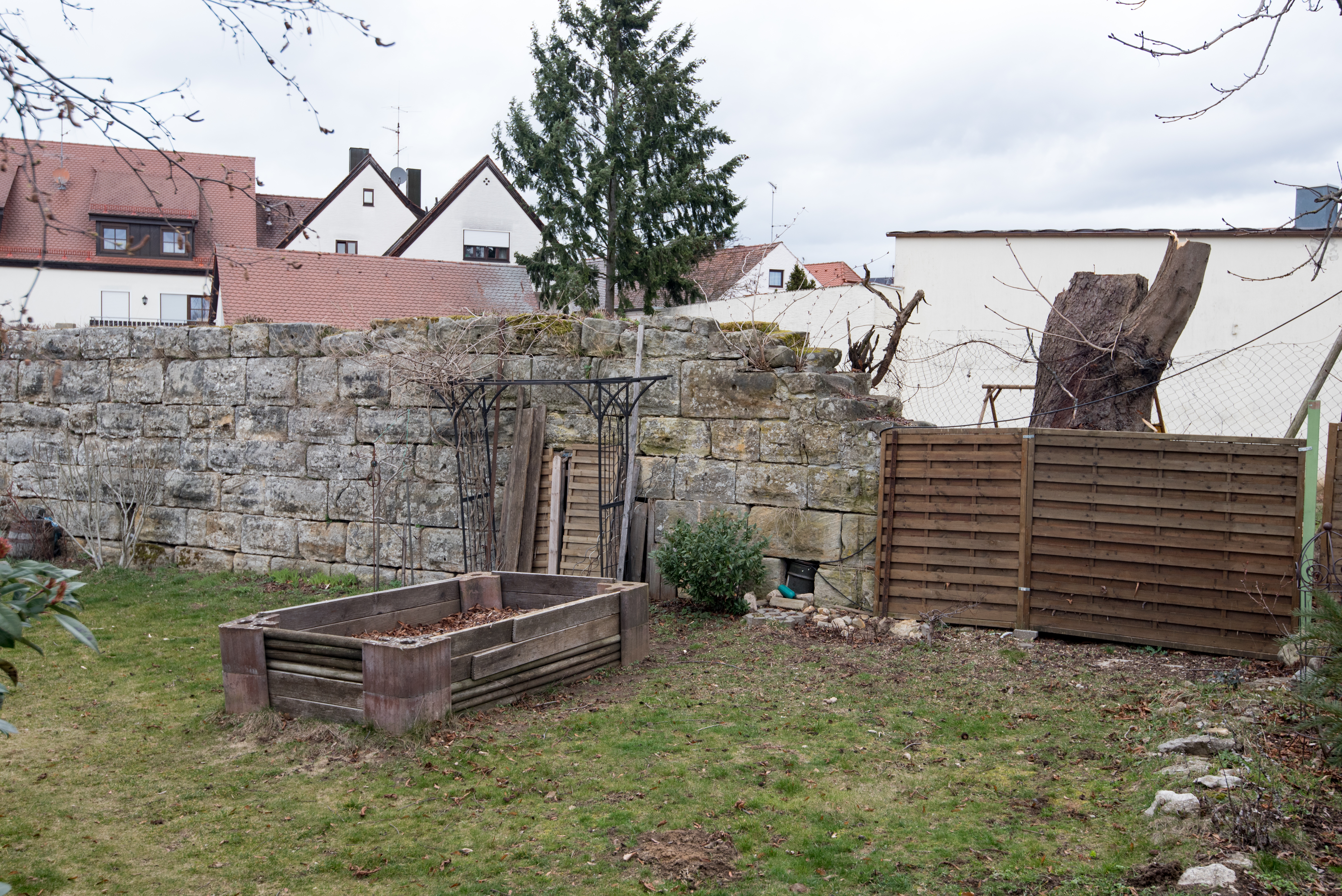
Ortsmauer zwischen Brandbach und Erleinhofer Straße
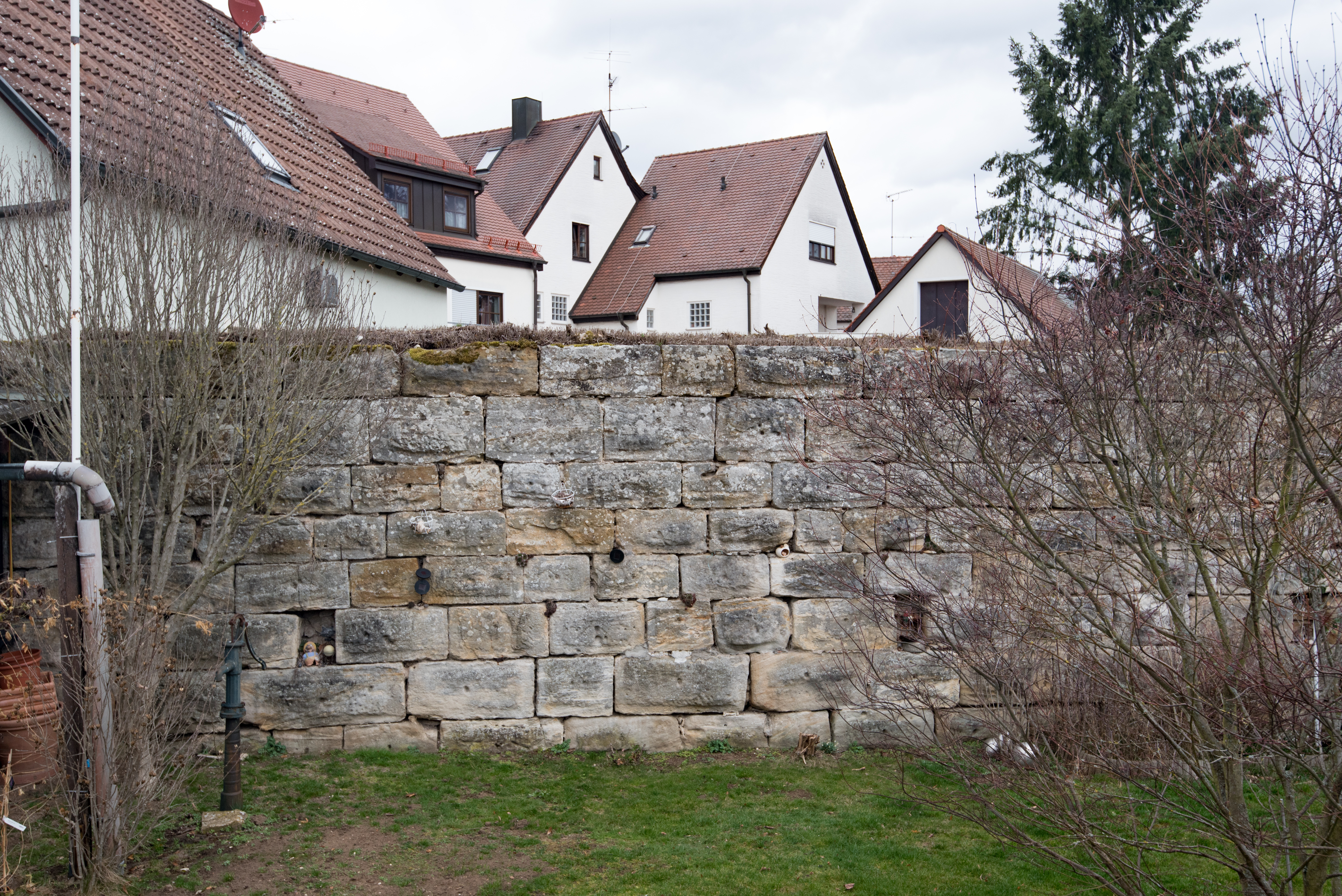
Ortsmauer zwischen Brandbach und Erleinhofer Straße
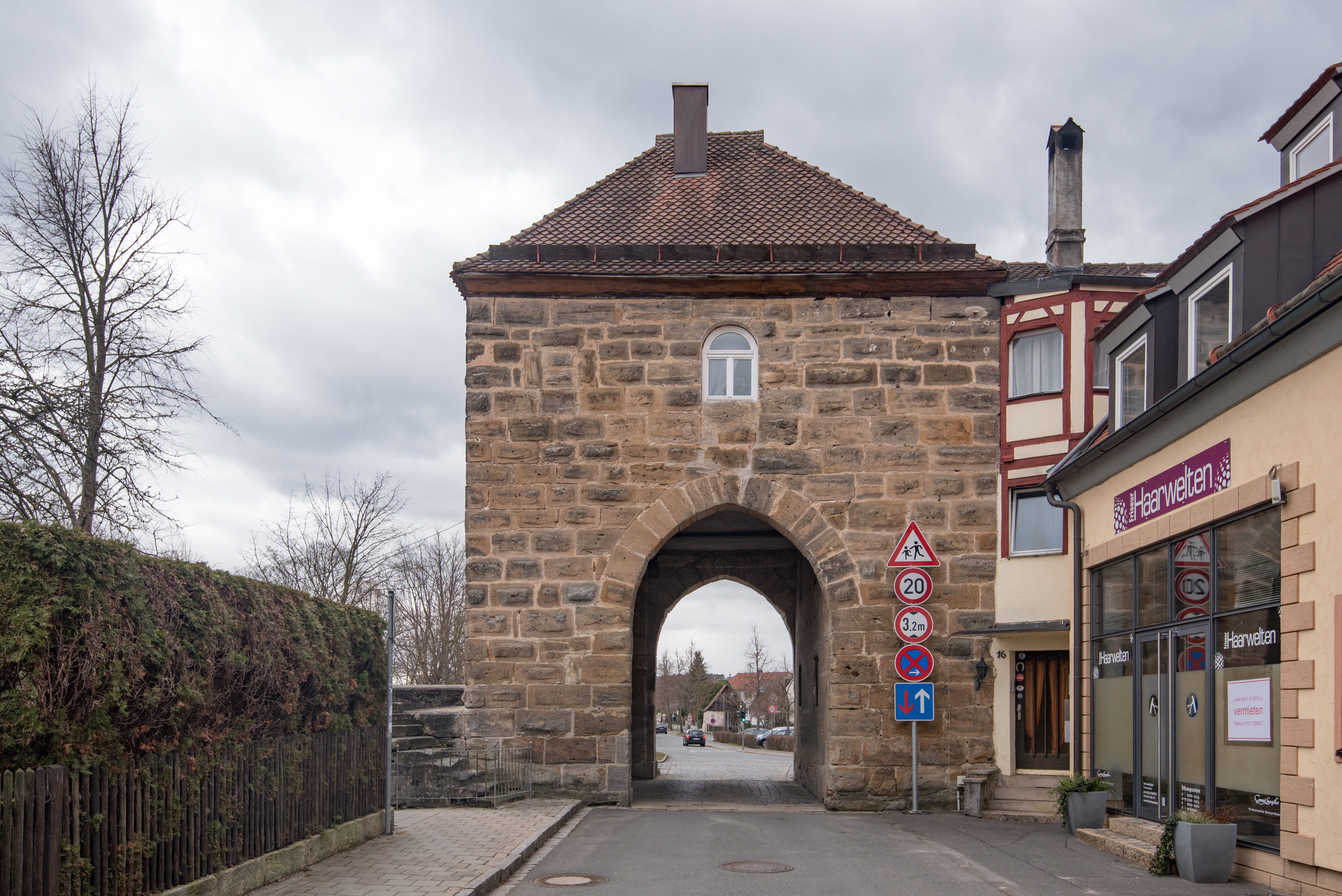
Erleinhofer Tor, Ortsseite
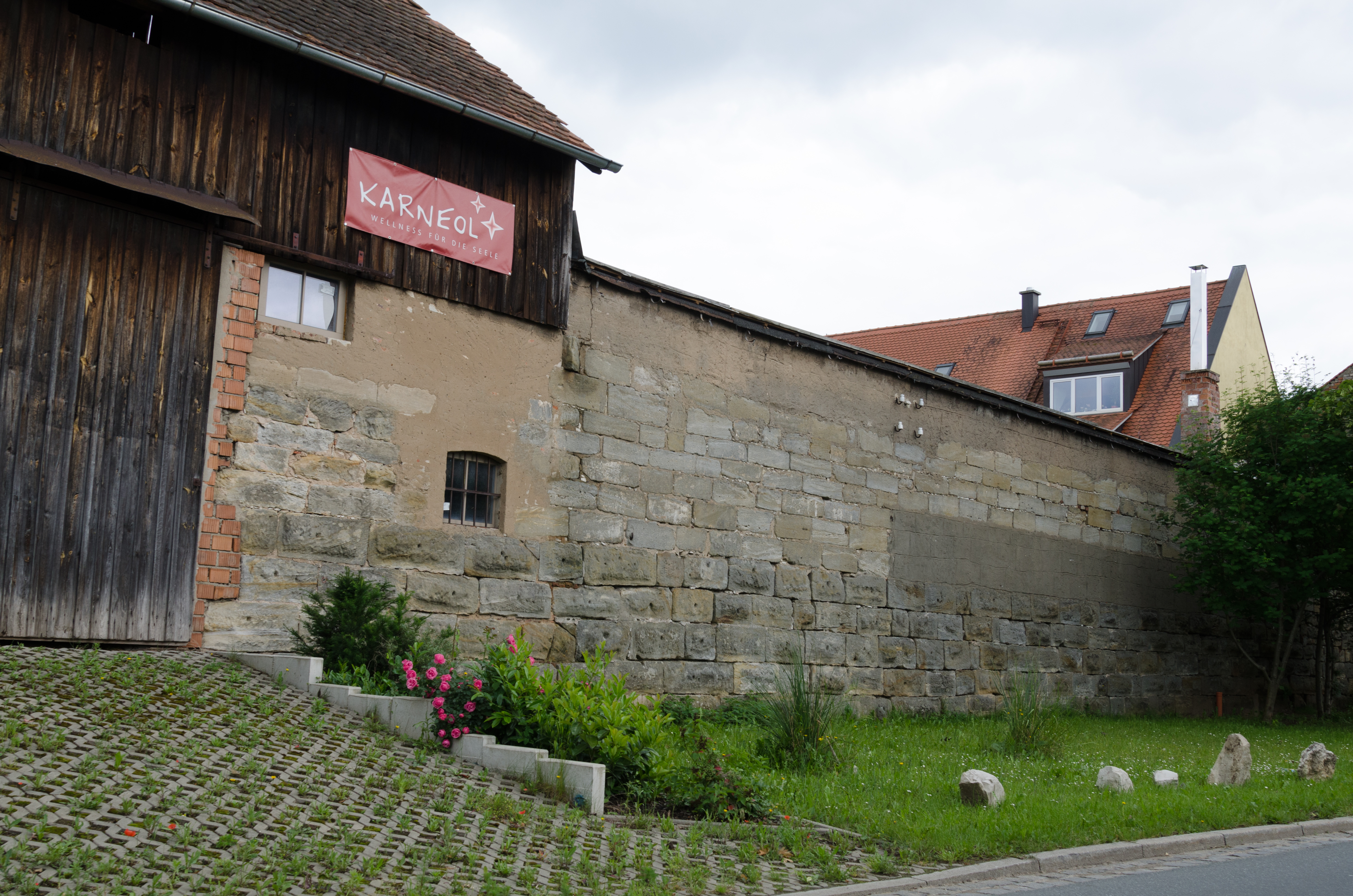
Ortsmauer zwischen Erleinhofer Tor und Forchheimer Tor
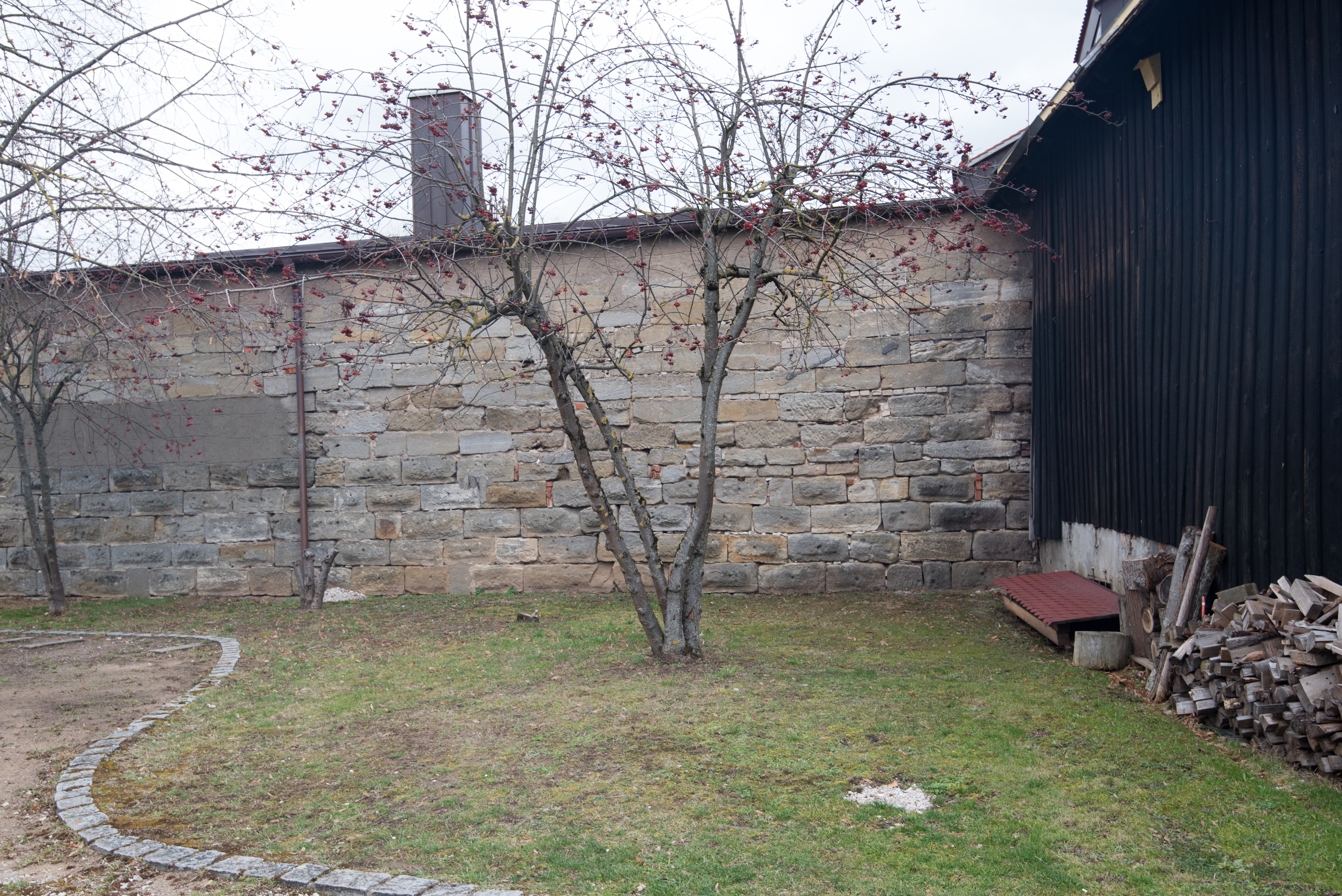
Ortsmauer zwischen Erleinhofer Tor und Forchheimer Tor
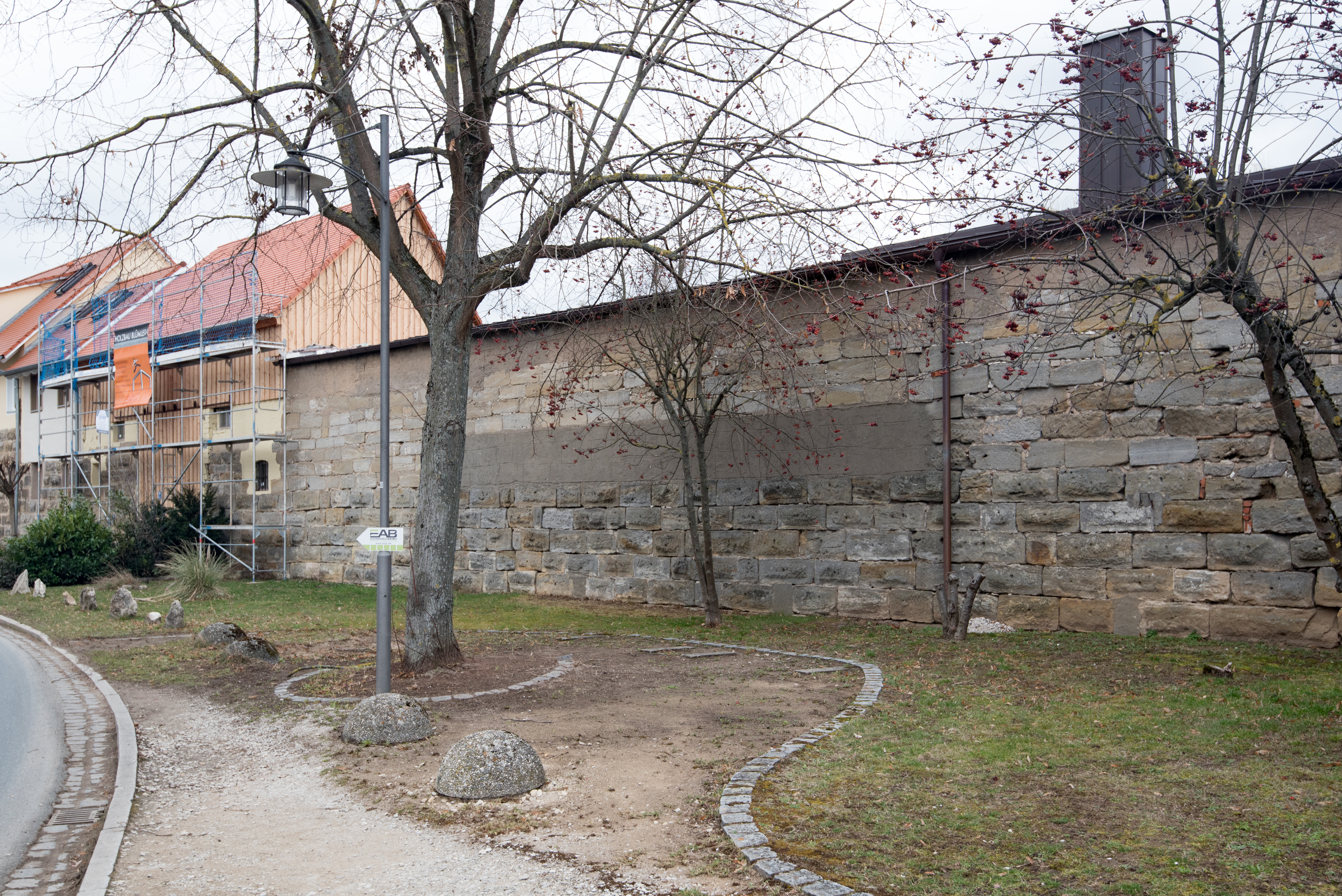
Ortsmauer zwischen Erleinhofer Tor und Forchheimer Tor
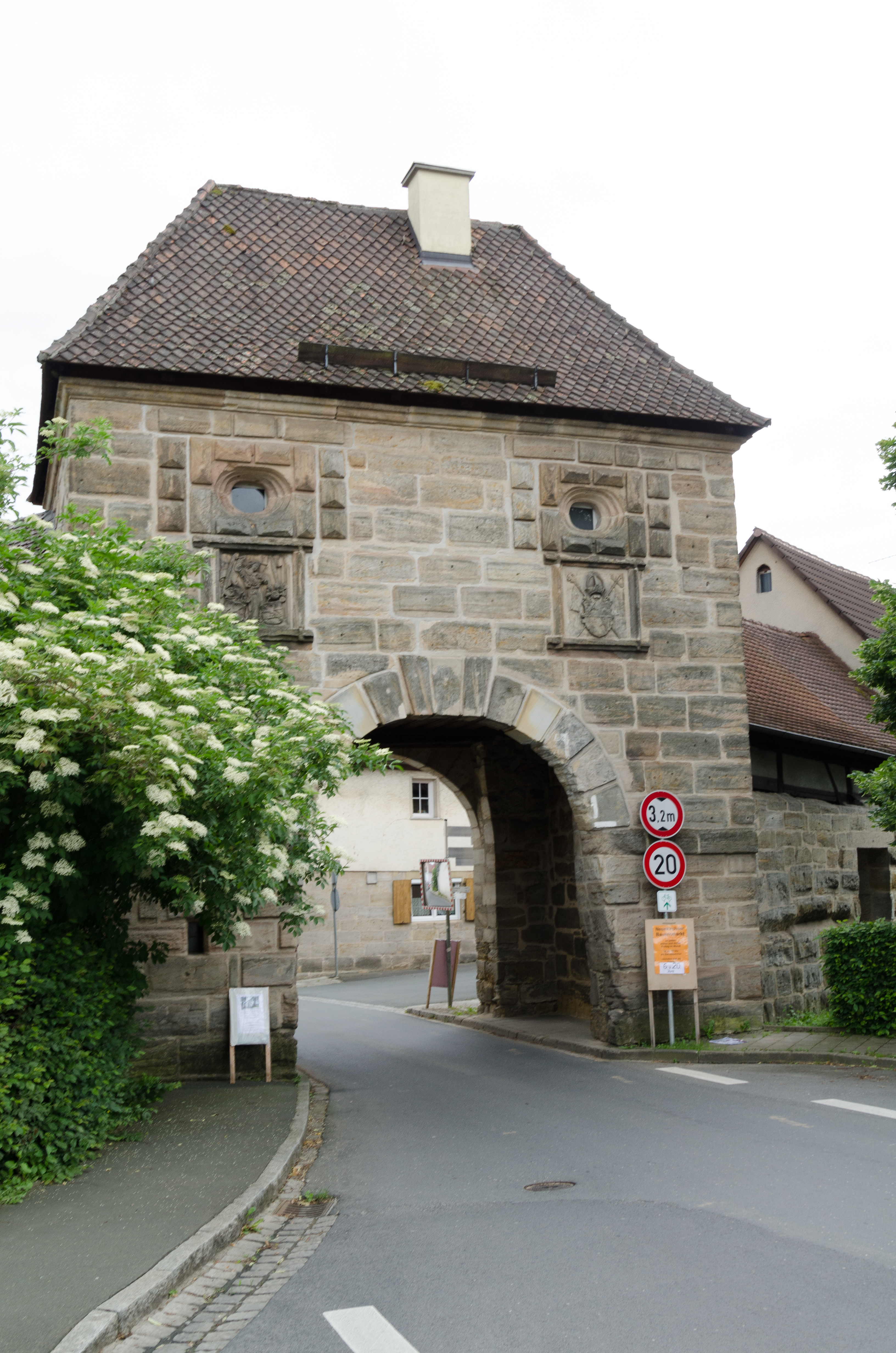
Forchheimer Tor Feldseite
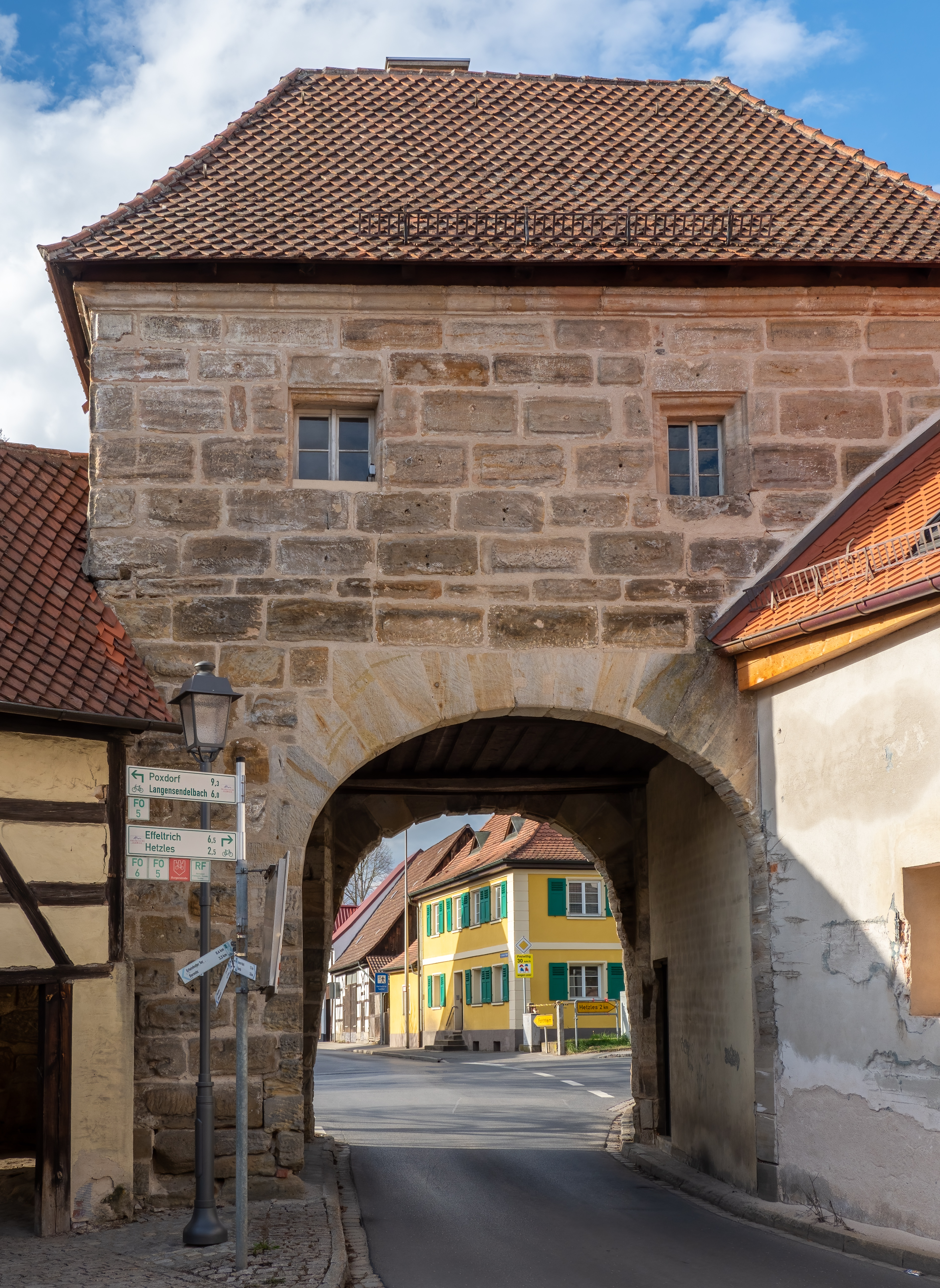
Forchheimer Tor Ortsseite
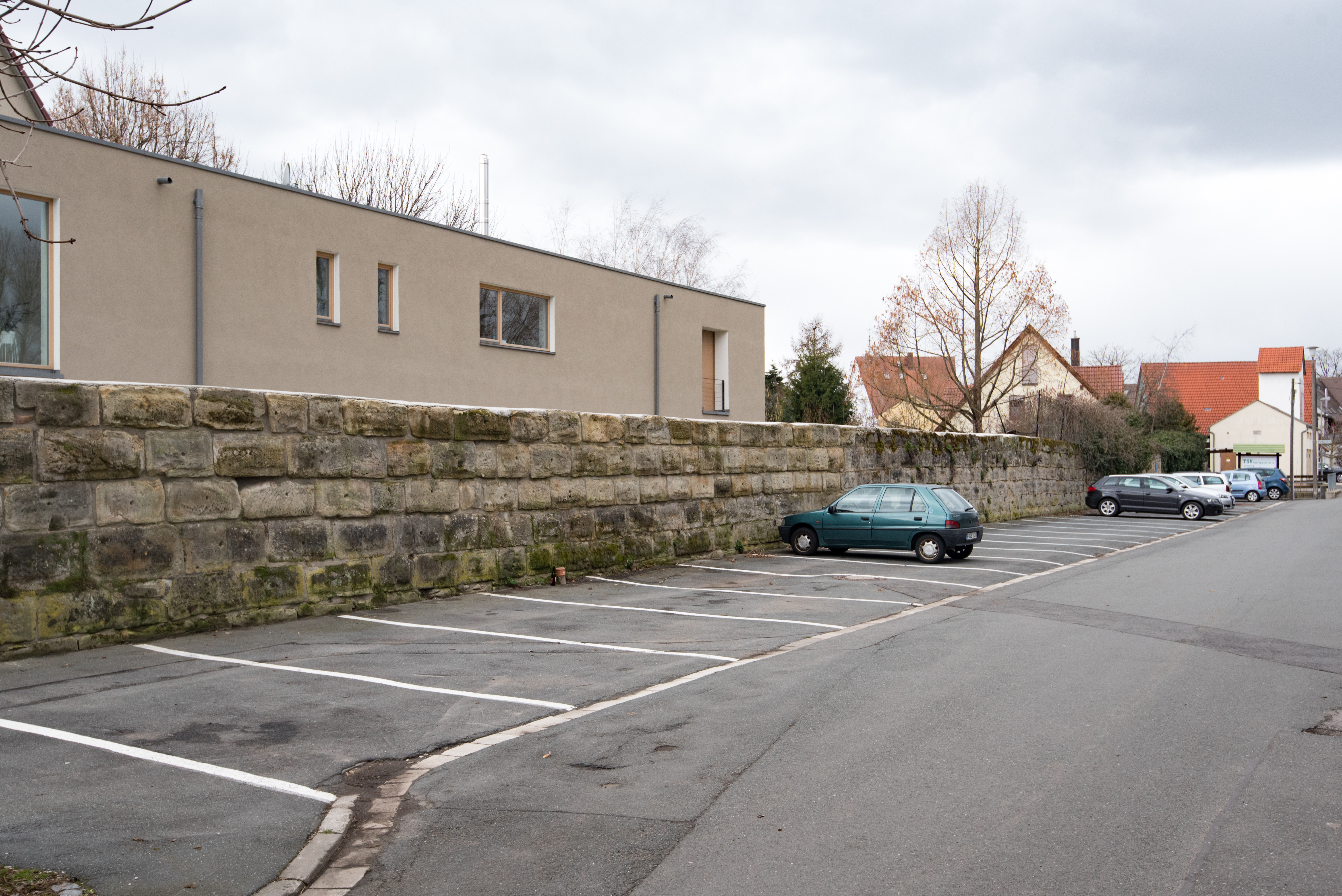
Ortsmauer entlang des Hirtengrabens
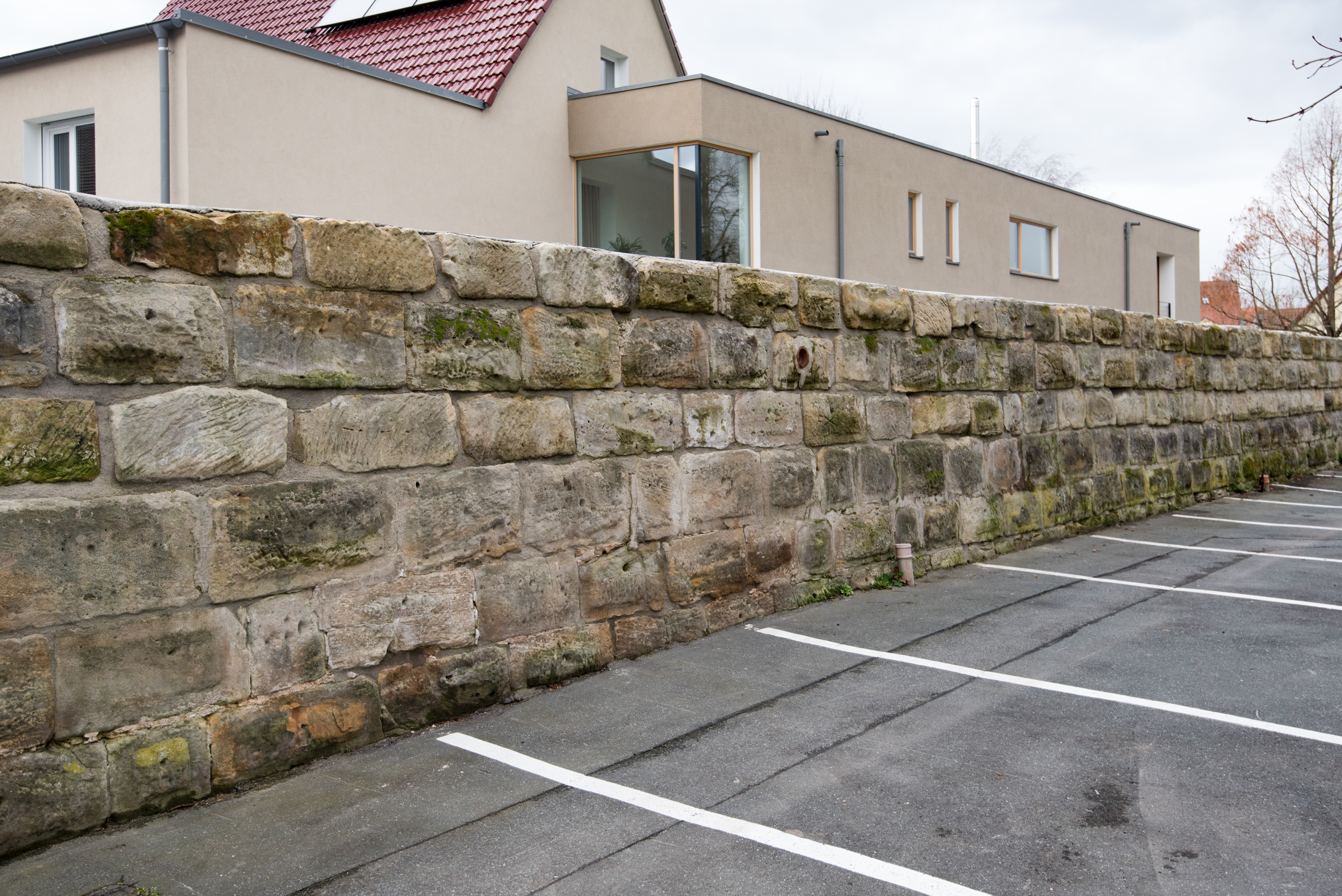
Ortsmauer entlang des Hirtengrabens
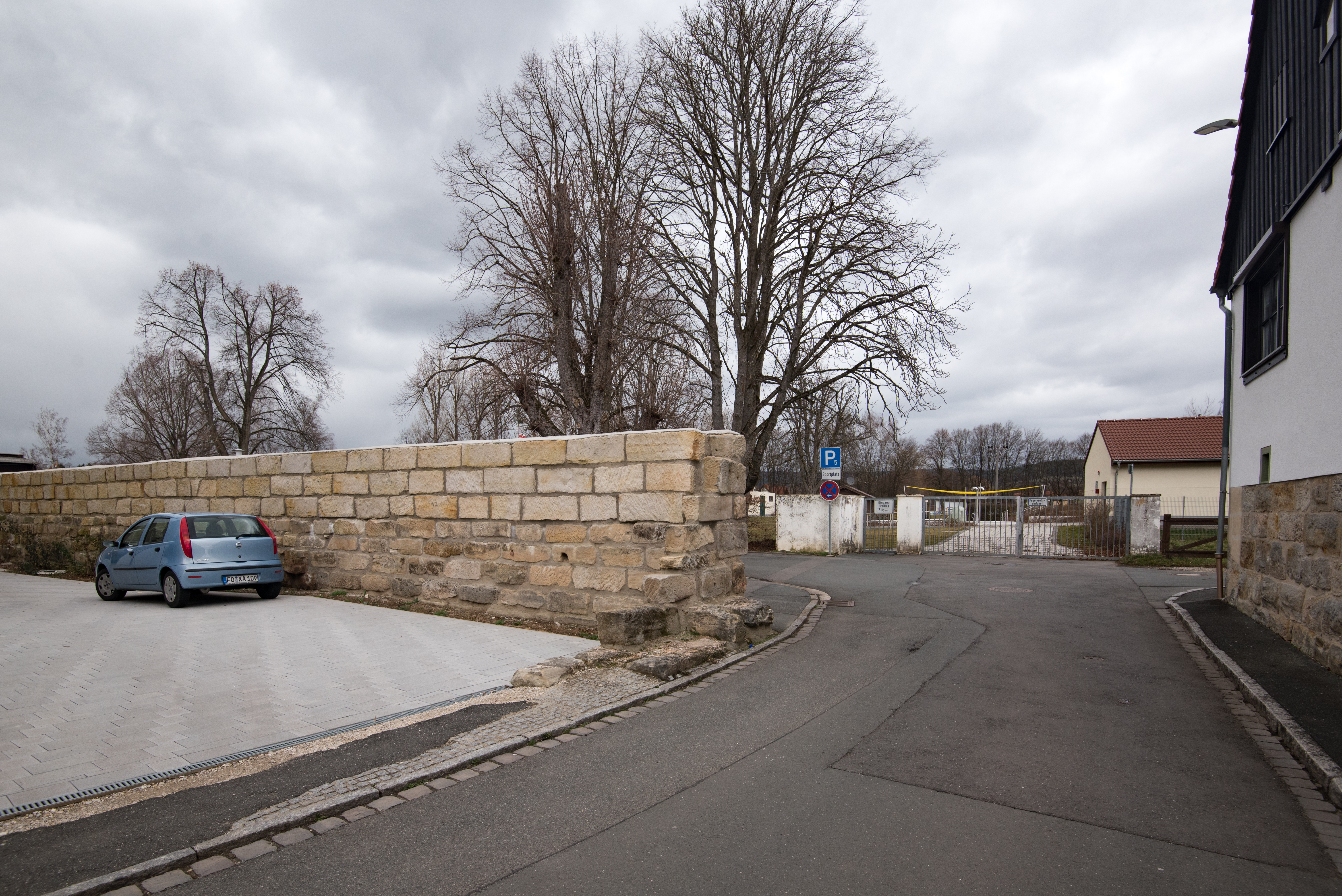
Ortsmauer entlang des Hirtengrabens
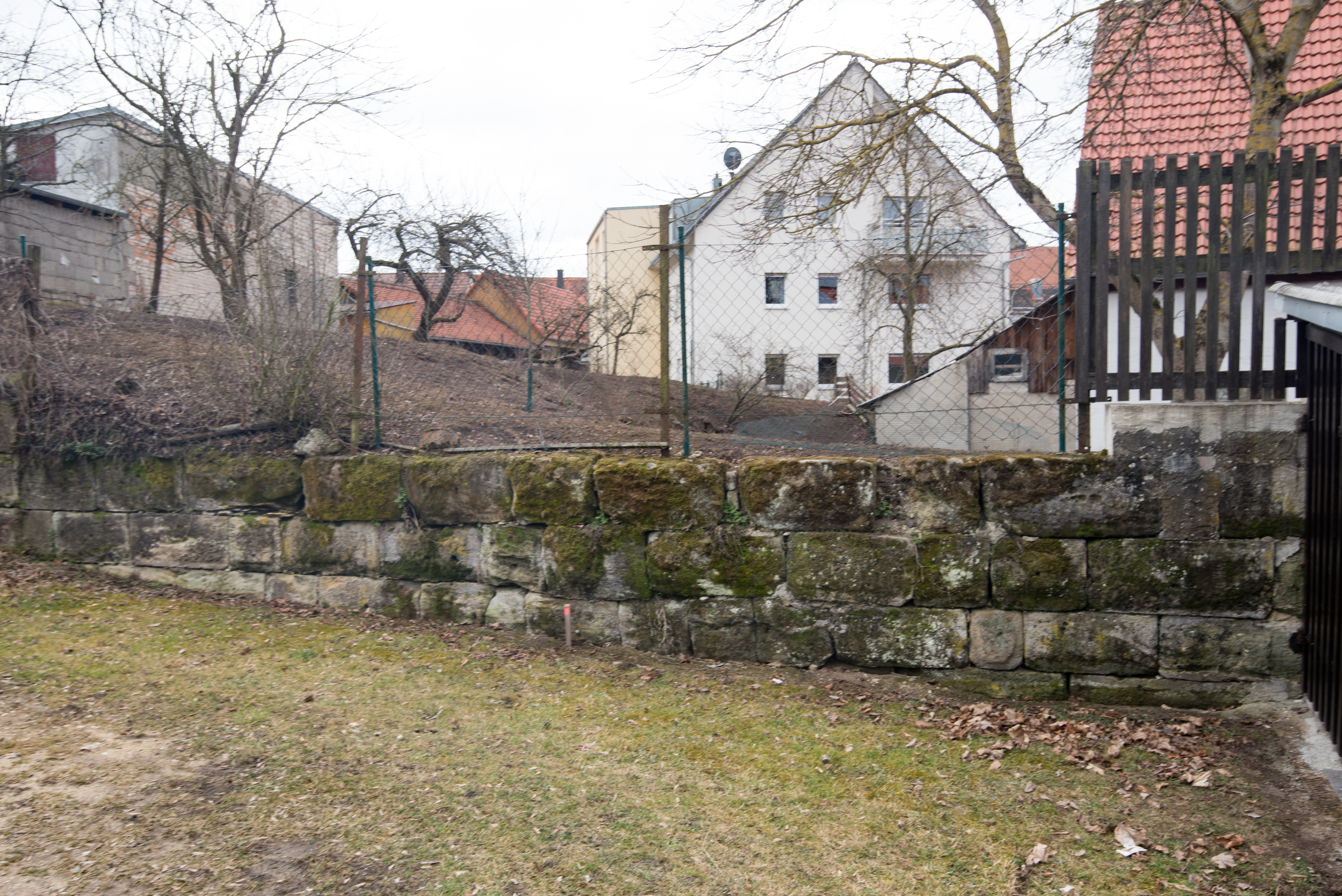
Ortsmauer entlang des Hirtengrabens
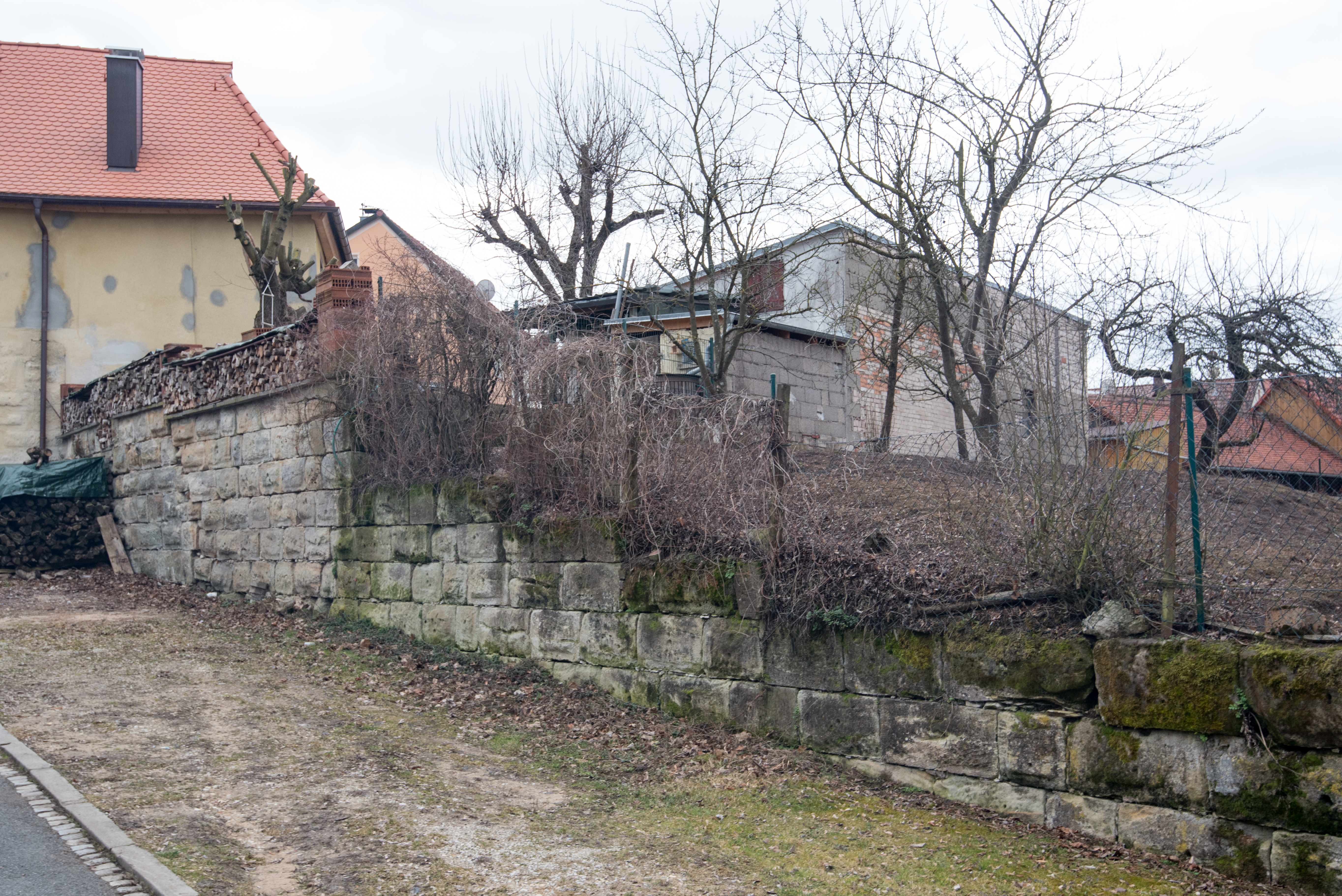
Ortsmauer entlang des Hirtengrabens
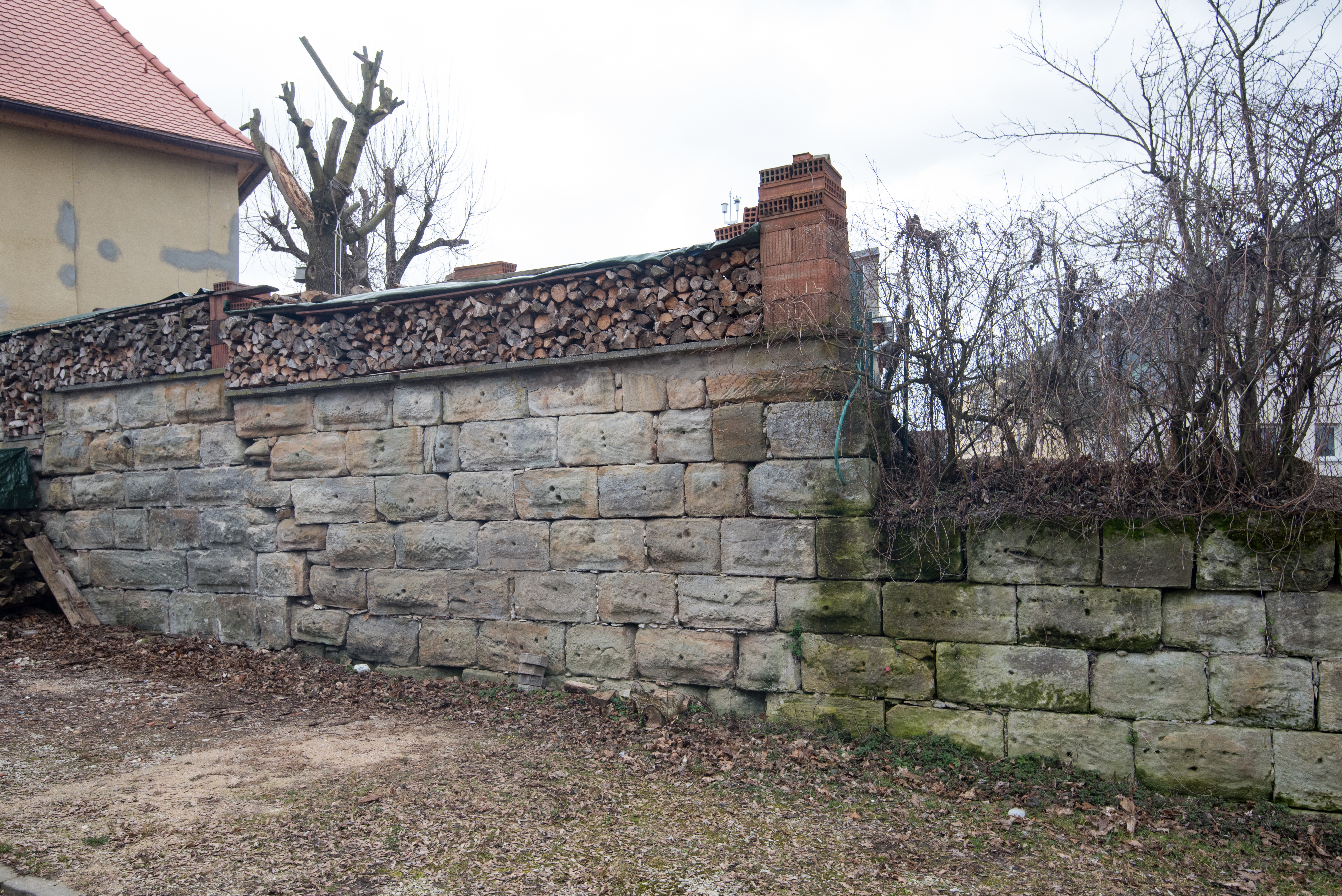
Ortsmauer entlang des Hirtengrabens
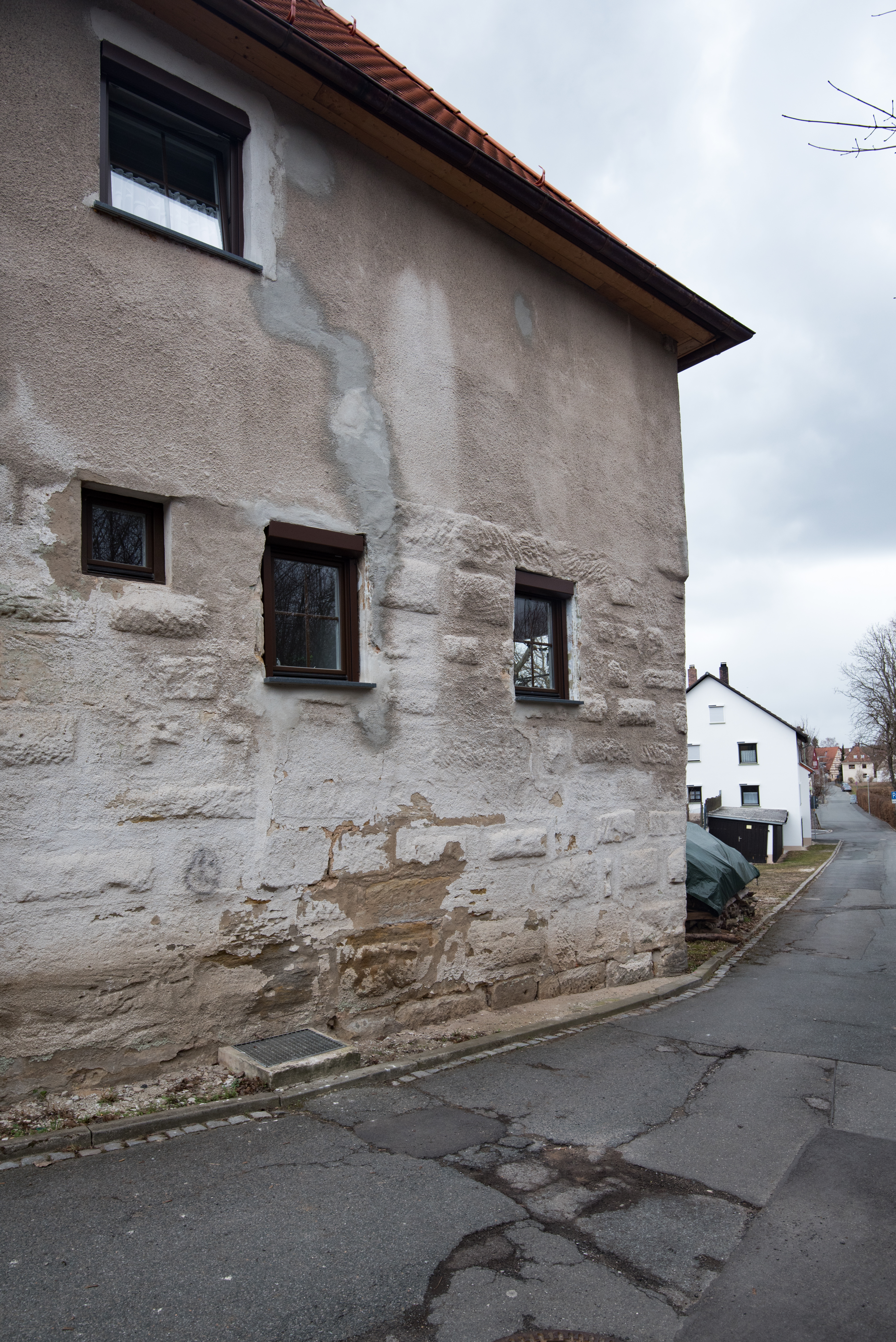
Ortsmauer, Bastion Glasergasse 8

Klosterbefestigung im Uhrzeigersinn
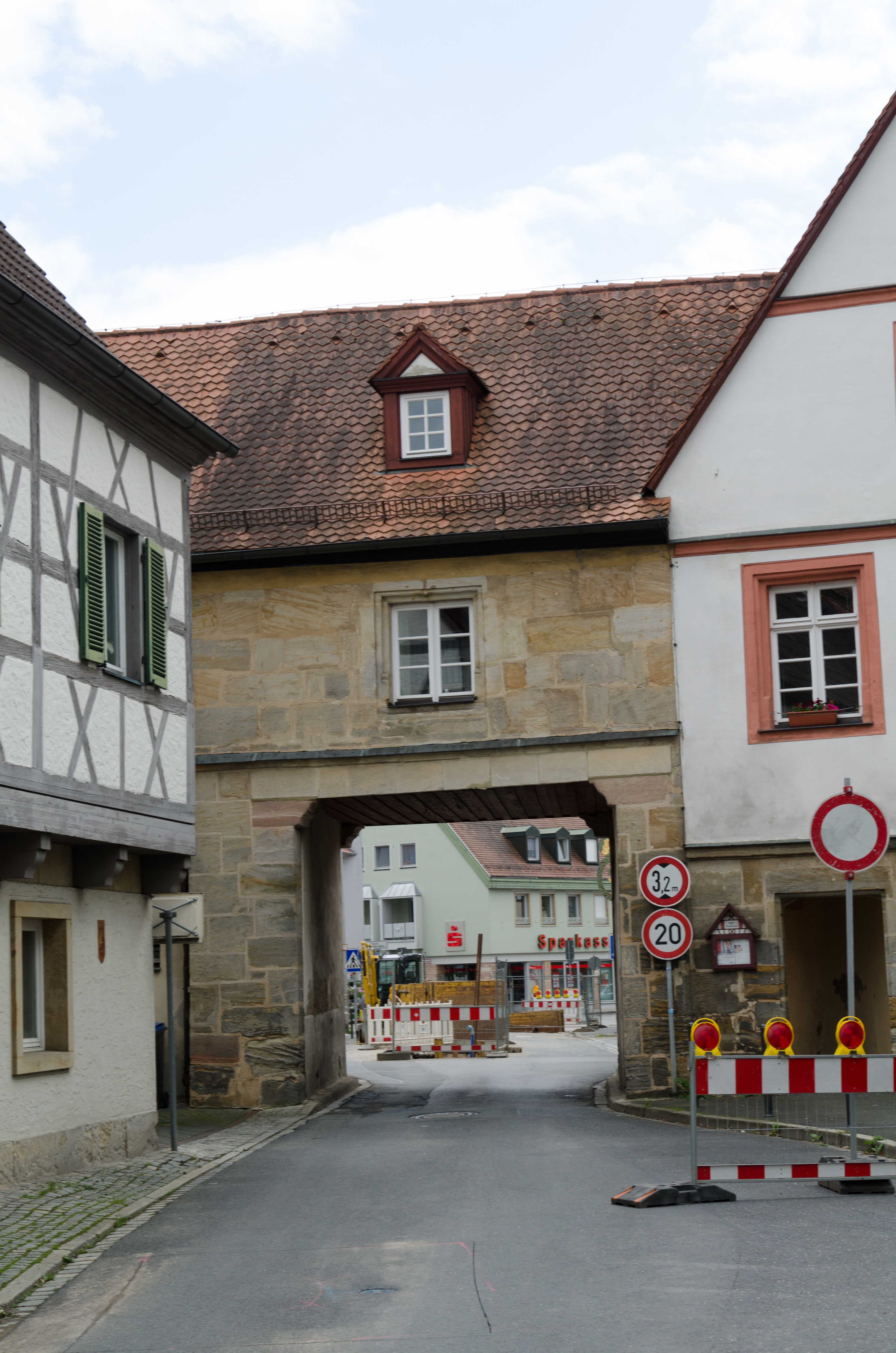
Torhaus Klosterhof
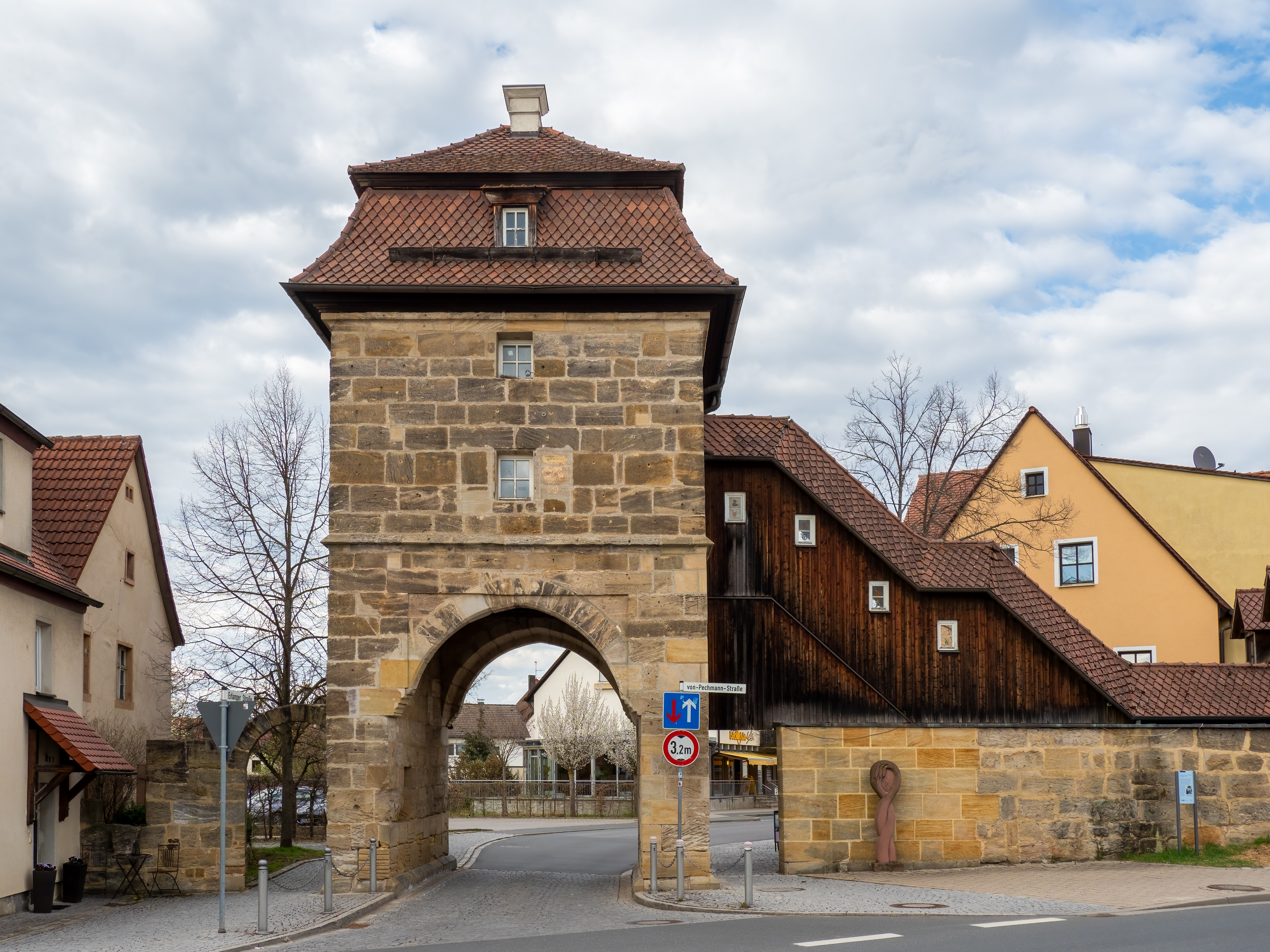
Erlanger Tor Feldseite
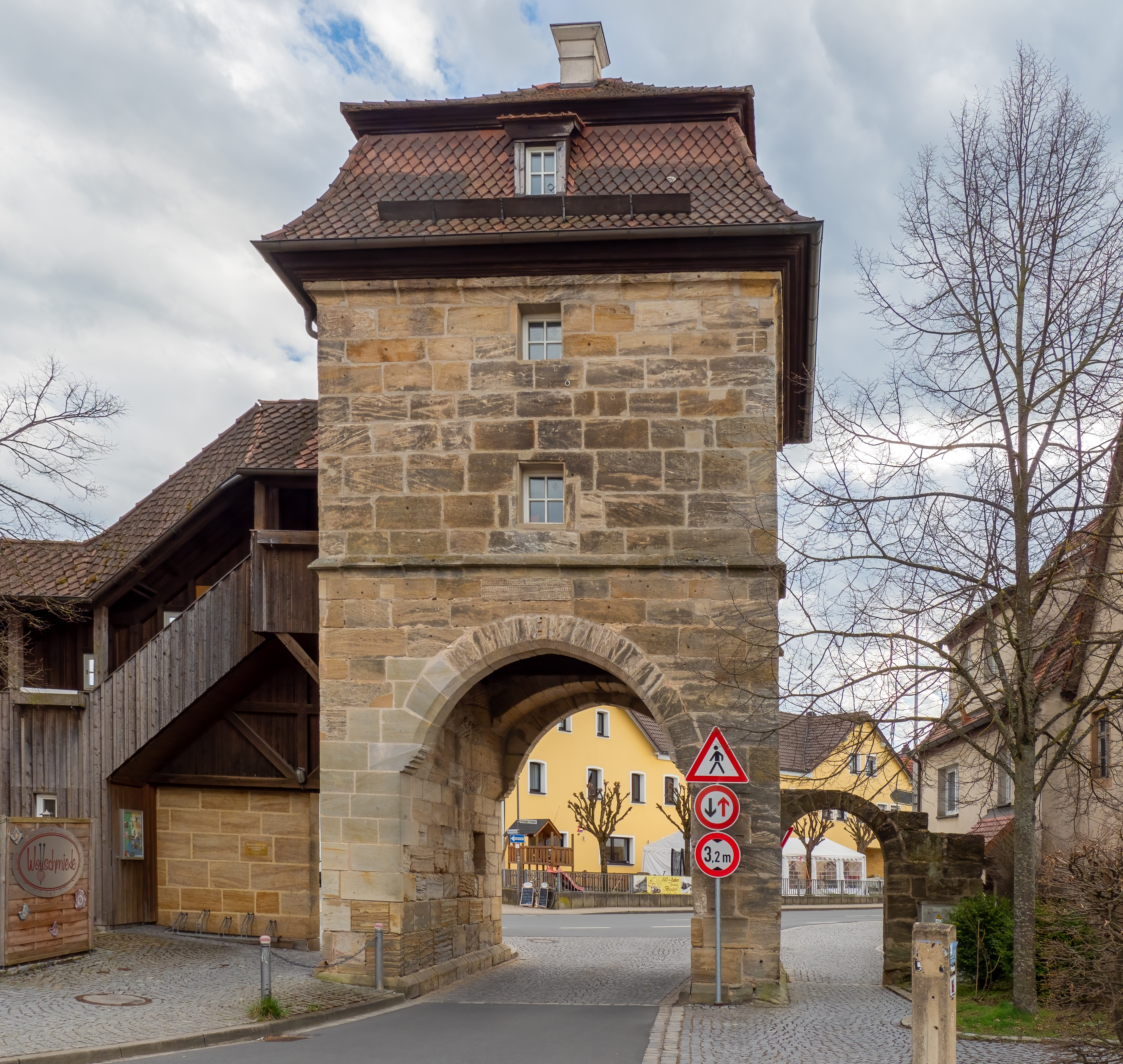
Erlanger Tor, Ortsseite
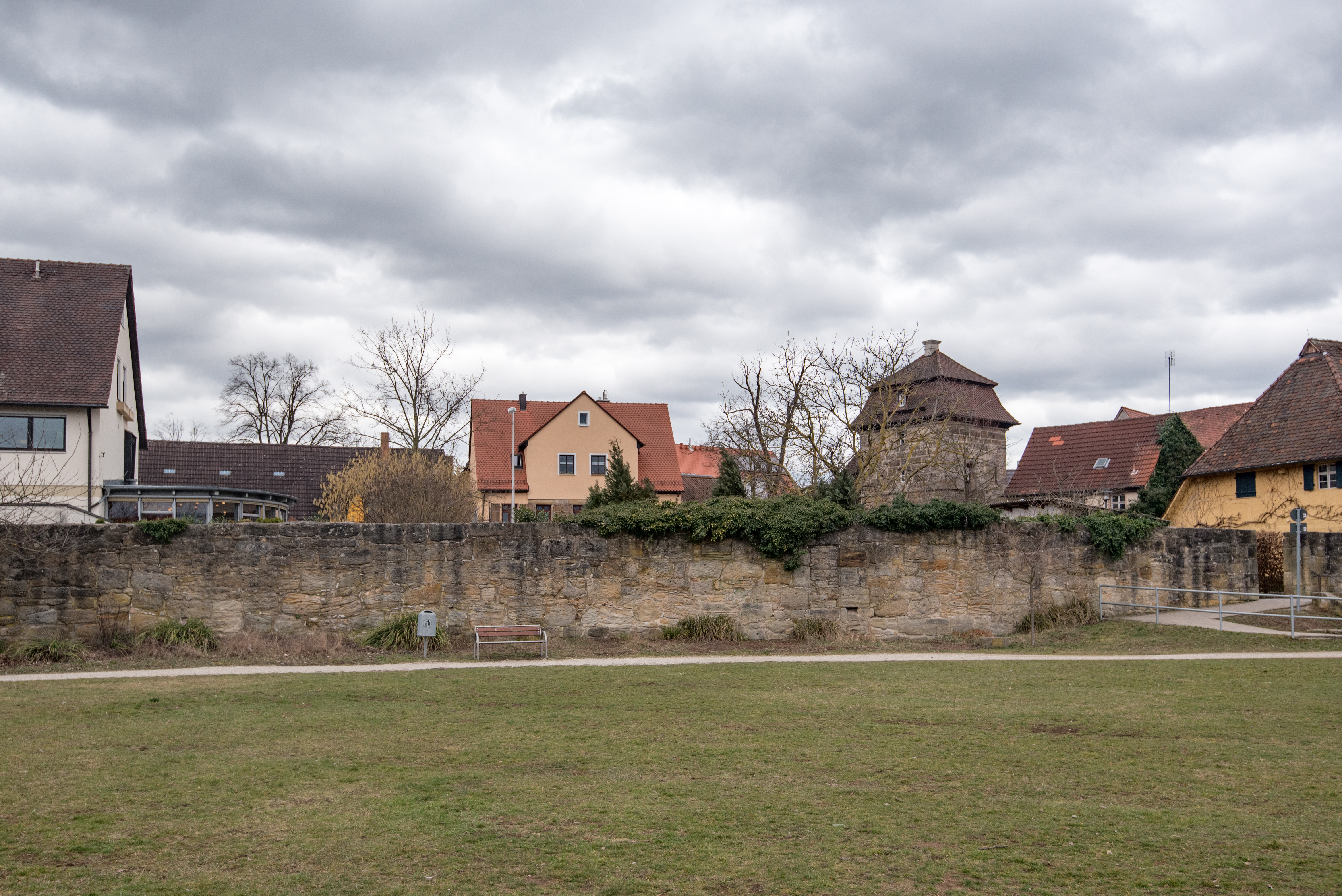
Klostermauer westlich der Erlanger Straße
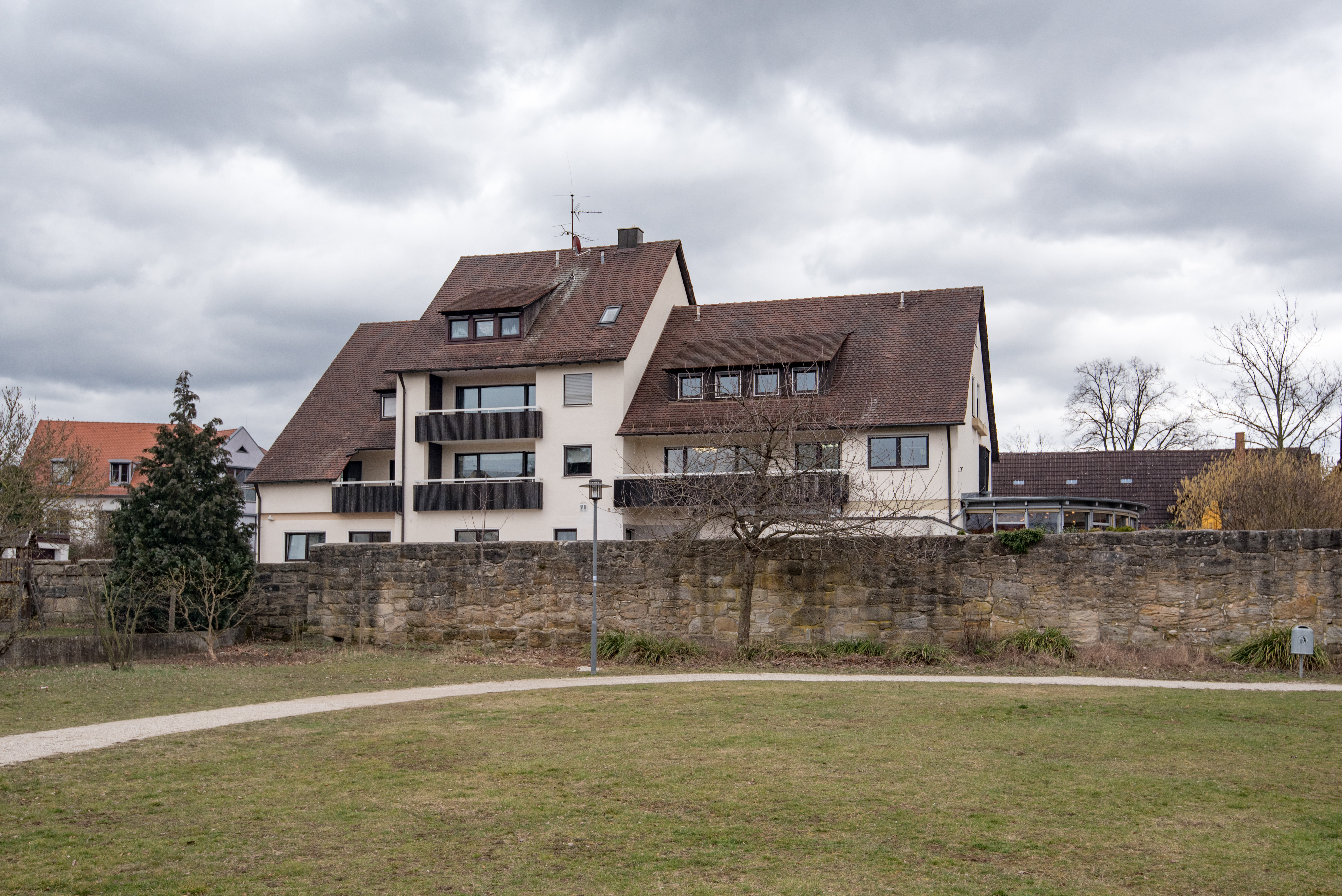
Klostermauer westlich der Erlanger Straße
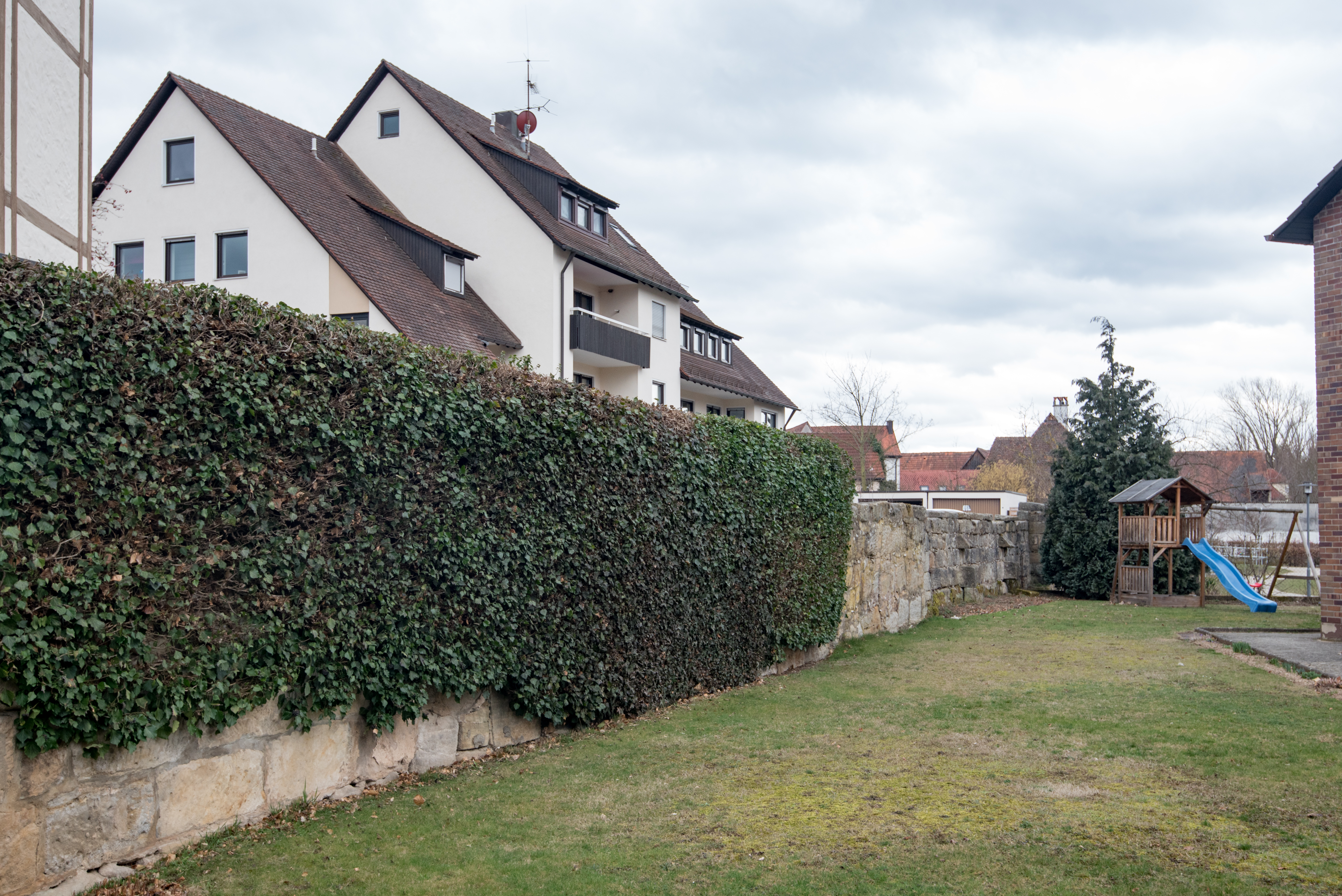
Klostermauer westlich der Erlanger Straße
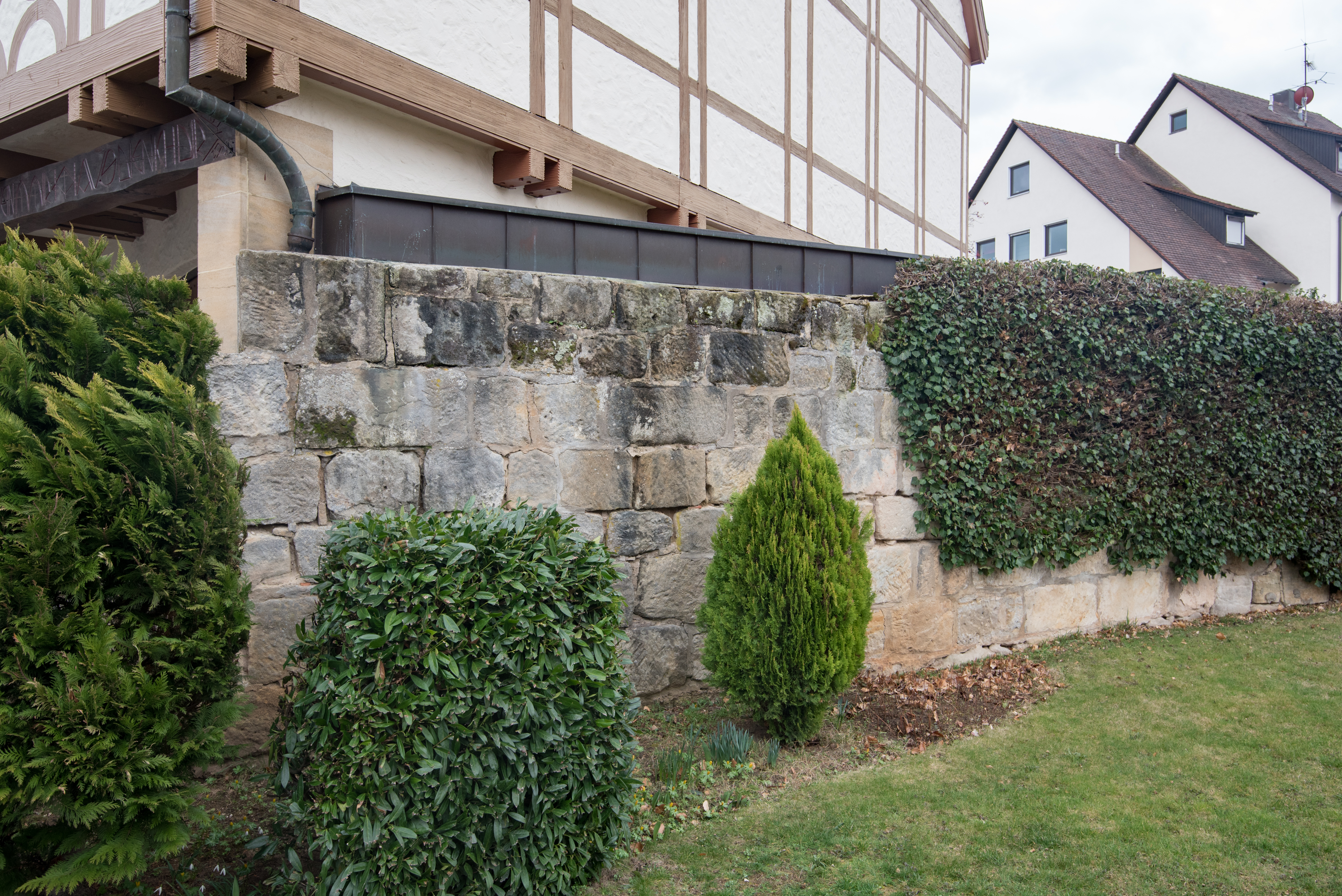
Klostermauer westlich der Erlanger Straße

| Lage                                                 | Objekt                 | Beschreibung | Akten-Nr.     | Bild           |
| ---------------------------------------------------- | ---------------------- | --- | ------------- | -------------- |
| Erlanger Straße 13; Erlanger Tor (Standort)          | Erlanger Tor           | Zweigeschossiger Sandsteinquaderbau, bezeichnet „1479“, mit Mansarddach des 18. Jahrhunderts; Teil der ehemaligen Kloster- und Marktbefestigung (vergleiche dort) | D-4-74-154-17 | weitere Bilder |
| Erleinhofer Straße 16 (Standort)                     | Erleinhofer Tor        | Zweigeschossiger Torturm, Sandsteinbossenquaderbau, mit spitzbogiger Durchfahrt, Amtswappen des Fürstbischofs Veit Truchseß von Pommersfelden, bezeichnet „1502“, mit Walmdach des 18. Jahrhunderts; zugehörig zur ehemaligen Kloster- und Marktbefestigung (vergleiche dort) | D-4-74-154-20 | weitere Bilder |
| Forchheimer Straße; Forchheimer Straße 20 (Standort) | Forchheimer Tor        | Forchheimer Tor, zweigeschossiger Sandsteinquadersteinbau aus dem Torturm mit Walmdach und Durchfahrt mit Rundbogentoren, 1502/03, nach Hochwasserschaden (1581) 1583 und Kriegsbeschädigung (1945) 1947 verändert, feldseitig zwei Wappensteine: Hochstift Bamberg und Fürstbischof Veit Truchseß von Pommersfelden, bezeichnet „1503“, sowie Amtswappen Fürstbischof Martin von Eyb, bezeichnet 1583, seitlich an die Stadtmauer gelehnter Fachwerkanbau mit Fußgängerpforte und mit Satteldach; zugehörig zur ehemaligen Kloster- und Marktbefestigung (vergleiche dort) | D-4-74-154-36 | weitere Bilder |
| Glasergasse 8 (Standort)                             | ehemalige Obere Bastei | im Kern Anfang 16. Jahrhundert, im 19. Jahrhundert als zweigeschossiges Wohnhaus ausgebaut | D-4-74-154-62 | weitere Bilder |

## Baudenkmäler nach Gemeindeteilen

### Neunkirchen
| Lage | Objekt                                                                                           | Beschreibung | Akten-Nr.      | Bild                                                  |
| --- | ------------------------------------------------------------------------------------------------ | --- | -------------- | ----------------------------------------------------- |
| Am Felsenkeller 1; Am Felsenkeller 2; Am Felsenkeller 3; Am Felsenkeller 4; Hangweg 6; Hangweg 8, im ehemaligen Weingarten am Gugel (Standort) | Felsenkeller                                                                                     | Verzweigte Stollen, angelegt 1542 | D-4-74-154-144 | BW                                                    |
| Anton-von-Rotenhan-Straße 2; Nähe Anton-von-Rotenhan-Straße (Standort)                                                                         | Ehemaliger Zehntstadel, heute Veranstaltungsstätte und Museum                                    | Langgestreckter Sandsteinquaderbau mit mächtigem Satteldach, spätmittelalterlich | D-4-74-154-11  | weitere Bilder                                        |
| Äußerer Markt 2 (Standort) | Bürgerhaus                                                                                       | Zweigeschossiger traufständiger Satteldachbau, massives Erdgeschoss Giebel und Obergeschoss in Fachwerk, 18. Jahrhundert, Straßenfassade überformt | D-4-74-154-2   | weitere Bilder                                        |
| Äußerer Markt, vor Nr. 4 (Standort) | Marienstatue                                                                                     | Auf hohem, neugotischem Sockel, gusseisernes Einfriedungsgitter zwischen Sandsteinpfeilern, zweite Hälfte 19. Jahrhundert | D-4-74-154-3   | weitere Bilder                                        |
| Äußerer Markt 5 (Standort) | Bürgerhaus                                                                                       | Zweigeschossiger Schopfwalmdachbau, 18./frühes 19. Jahrhundert | D-4-74-154-4   | weitere Bilder                                        |
| Äußerer Markt 7, in Ecklage zur Polstergasse (Standort)                                                                                        | Ehemaliges Bürgerhaus, heute Gasthaus                                                            | Giebelständiger zweigeschossiger Schopfwalmbau mit Fachwerkgiebel, sonst verputzt, 17./18. Jahrhundert, Erdgeschoss modern überformt | D-4-74-154-5   | weitere Bilder                                        |
| Bahnhofstraße 10 (Standort) | Ehemaliger Bahnhof                                                                               | Eingeschossiger massiver Satteldachbau mit Mittelrisalit und Kniestock, 1886 | D-4-74-154-142 | weitere Bilder                                        |
| Erlanger Straße 8 (Standort) | Bürgerhaus                                                                                       | Zweigeschossiger Satteldachbau, Fachwerk verputzt, Mitte 19. Jahrhundert; hierzu Reste der Klosterbefestigung, spätes 15. Jahrhundert | D-4-74-154-13  | weitere Bilder                                        |
| Erlanger Straße 10 (Standort) | Ehemaliges Armenhaus                                                                             | An die ehemalige Klostermauer gefügter eingeschossiger verputzter Fachwerkbau mit Halbwalmdach, hofseitig zweiachsiges Zwerchhaus mit Walmdach, bezeichnet „1588“ und „1794“; hierzu Reste der Klosterbefestigung, spätes 15. Jahrhundert | D-4-74-154-15  | weitere Bilder                                        |
| Erleinhofer Straße 4 (Standort) | Gasthaus Schwarzer Adler                                                                         | Giebelständiger Satteldachbau, zweigeschossig auf hohem Keller, massiv und Fachwerk, 18. Jahrhundert | D-4-74-154-18  | weitere Bilder                                        |
| Erleinhofer Straße 21 (Standort) | Wohnhaus                                                                                         | Traufständiger zweigeschossiger Satteldachbau, teils in Fachwerk, 18./frühes 19. Jahrhundert; mit Mauerrest der Marktbefestigung, 15. Jahrhundert | D-4-74-154-22  | weitere Bilder                                        |
| Färbergasse 1 (Standort) | Bürgerhaus                                                                                       | Zweigeschossiger verputzte Eckbau mit steilem Satteldachbau, frühes 19. Jahrhundert | D-4-74-154-23  | weitere Bilder                                        |
| Färbergasse 3 (Standort) | Handwerkerhaus                                                                                   | Zweigeschossiger traufständiger Satteldachbau, Fachwerk verputzt, 18. Jahrhundert | D-4-74-154-25  | weitere Bilder                                        |
| Nähe Färbergasse (Standort) | Stadel                                                                                           | rückwärtig, zweigeschossiger Satteldachbau, Erdgeschoss in Ziegelbauweise, Obergeschoss und Giebel Fachwerk mit Ziegelausfachungen, 19. Jahrhundert | D-4-74-154-25  | BW                                                    |
| Föhrenweg 5, Ecke Föhrenweg und Ebersbacher Weg, in einem Garten, vom Gebüsch verborgen (Standort)                                             | Marter                                                                                           | Gefaster Blockpfeiler, Sandstein, bezeichnet „1688“, Aufsatz lateinisches Eisenkreuz | D-4-74-154-68  | BW                                                    |
| Forchheimer Straße 1 (Standort) | Bürgerhaus                                                                                       | Dem leicht gekurvten Straßenverlauf angepasster zweigeschossiger traufständiger Satteldachbau, 1838, Sandsteinquader und Fachwerk unter neuer Verkleidung | D-4-74-154-27  | weitere Bilder                                        |
| Forchheimer Straße 5 (Standort) | Gasthaus                                                                                         | Giebelständiger zweigeschossiger Schopfwalmdachbau, Fachwerk über massivem Sockel, 17./18. Jahrhundert | D-4-74-154-28  | weitere Bilder                                        |
| Forchheimer Straße 6 (Standort) | Ackerbürgerhaus                                                                                  | Giebelständiger zweigeschossiger verputzter Schopfwalmdachbau, Fachwerk verputzt, 18. Jahrhundert; großer Fachwerkstadel, 18./frühes 19. Jahrhundert | D-4-74-154-29  | weitere Bilder                                        |
| Forchheimer Straße 7 (Standort) | Gasthaus                                                                                         | Zweigeschossiger giebelständiger Satteldachbau, Erdgeschoss massiv mit Sandsteinquadern, Obergeschoss verputztes Fachwerk, 17./18. Jahrhundert, im 19. Jahrhundert verändert | D-4-74-154-30  | weitere Bilder                                        |
| Forchheimer Straße 7a (Standort) | Ehemaliger Fachwerkstadel, heute Gasthof                                                         | Giebelständiger erdgeschossiger Fachwerkbau mit hohem dreigeschossigen Satteldach, erste Hälfte 19. Jahrhundert | D-4-74-154-32  | weitere Bilder                                        |
| Langfeldstraße 2 (Standort) | Sandsteinmarter                                                                                  | bezeichnet „1712“ | D-4-74-154-32  | BW                                                    |
| Friedhofstraße (Standort) | Wegkreuz                                                                                         | Holzkreuz mit gefasstem Korpus, 19. Jahrhundert | D-4-74-154-32  | weitere Bilder                                        |
| Forchheimer Straße 18 (Standort) | Ackerbürgerhaus                                                                                  | Zweigeschossiger traufständiger Satteldachbau, Fachwerk verputzt, frühes 19. Jahrhundert, mit Rest der Marktbefestigung, 15. Jahrhundert (vergleiche ehemalige Kloster- und Marktbefestigung) | D-4-74-154-33  | weitere Bilder                                        |
| Forchheimer Straße 22 (Standort) | Hierzu Fachwerkstadel                                                                            | Frühes 19. Jahrhundert | D-4-74-154-34  | weitere Bilder                                        |
| Forchheimer Straße 22, im Garten (Standort) | Marter                                                                                           | Vierseitiger Aufsatz mit Muschelgiebeln auf Sandsteinsäule, bezeichnet „1718“ | D-4-74-154-35  | weitere Bilder                                        |
| Nähe Friedhofstraße; Goldwitzerstraße 2, Friedhof (Standort)                                                                                   | Friedhofskapelle                                                                                 | Sandsteinquaderbau mit flach geneigtem Satteldach, verschieferter Glockendachreiter, neuromanisch, zweite Hälfte 19. Jahrhundert; mit Ausstattung; Kreuzigungsgruppe, Sandstein, bezeichnet „1893“ | D-4-74-154-42  | weitere Bilder                                        |
| Nähe Friedhofstraße (Standort) | Kreuzigungsgruppe                                                                                | Sandstein, bezeichnet „1893“ | D-4-74-154-42  | Kreuzigungsgruppe                                     |
| Nähe Friedhofstraße; Goldwitzerstraße 2, Friedhof (Standort)                                                                                   | Friedhofsmauer                                                                                   | regelmäßiger, werksteinsichtiger Sandsteinquaderverband mit halbrunder Sandsteinabdeckung und Torpfeilern, 2. Hälfte 19. Jh. | D-4-74-154-42  | Friedhofsmauer                                        |
| Nähe Friedhofstraße (Standort) | Grabmal der „Ostarbeiterin“ Uljanna Saika (1924–1945)                                            | stehender Stein auf Plinthe mit geschwungenem oberen Abschluss, Sterngravur und Kreuzbekrönung, Sandstein, um 1945. | D-4-74-154-42  | Grabmal der „Ostarbeiterin“ Uljanna Saika (1924–1945) |
| Nähe Fröschau (Standort) | Fachwerkstadel                                                                                   | Eingeschossiger Satteldachbau, Giebel verbrettert, 18. /19. Jahrhundert | D-4-74-154-38  | weitere Bilder                                        |
| Gräfenberger Straße 2 (Standort) | Gasthaus Post                                                                                    | Vorderhaus, zweigeschossiger Satteldachbau, Fachwerk verputzt, 18./frühes 19. Jahrhundert | D-4-74-154-44  | weitere Bilder                                        |
| Großenbucher Straße, am nordöstlichen Ortsausgang (Standort)                                                                                   | Sandsteinsäule mit Aufsatz                                                                       | Bezeichnet „1744“ und „1864“ | D-4-74-154-119 | weitere Bilder                                        |
| Großenbucher Straße 11; Gugel (Standort) | Kapelle zum Heiligen Grab                                                                        | Saalbau mit eingezogenem, rund geschlossenem Altarhaus unter gleich hohem Satteldach, achteckiger Giebeldachreiter mit Spitzhelm, Sandsteinquaderbau, romanisierender barock, 1623 von Giovanni (Hans) Bonalino, geweiht 1628; mit Ausstattung; Einfriedung, Sandsteinmauer und Eisenzaun, um 1800 | D-4-74-154-55  | weitere Bilder                                        |
| Gugel (Standort) | Bildstock                                                                                        | Sandsteinsäule auf Sockel mit zweiseitigem Aufsatz, Bildnischen, bezeichnet 1718 | D-4-74-154-171 | weitere Bilder                                        |
| Hirtengasse 9 (Standort) | Kleinhaus                                                                                        | Erdgeschossiger Satteldachbau, 19. Jahrhundert, mit Resten der Unteren Bastei, Wappenstein bezeichnet „1502“; vergleiche Kloster- und Marktbefestigung | D-4-74-154-49  | weitere Bilder                                        |
| Innerer Markt 1 (Standort) | Rathaus                                                                                          | Zweigeschossiger massiver Walmdachbau mit offenem Dachreiter mit Zwiebelhaube, die zur Straße gewandten beiden Schaufronten in sorgfältigem Sandsteinquadermauerwerk mit Pilastergliederung, sonst Putzfassaden, zum Kirchhof Sonnenuhr, bezeichnet „1718“; freistehend gegenüber der Pfarrkirche am Kirchhof | D-4-74-154-51  | weitere Bilder                                        |
| Innerer Markt 6 (Standort) | Bürgerhaus                                                                                       | Zweigeschossiger giebelständiger Schopfwalmdachbau, Erdgeschoss in Sandsteinquadern, Obergeschoss und Giebel in Sichtfachwerk, 17. Jahrhundert | D-4-74-154-52  | weitere Bilder                                        |
| Fröschau 12 (Standort) | Scheune                                                                                          | | D-4-74-154-52  | weitere Bilder                                        |
| Innerer Markt 7 (Standort) | Gasthaus                                                                                         | Zweigeschossiger Satteldachbau, Fachwerk verputzt, 18./19. Jahrhundert | D-4-74-154-53  | weitere Bilder                                        |
| Innerer Markt 8 (Standort) | Bürgerhaus                                                                                       | Zweigeschossiger giebelständiger Sandsteinquaderbau, Halbwalmdach, erste Hälfte 19. Jahrhundert, Erdgeschoss mit modernem Ladeneinbau | D-4-74-154-54  | weitere Bilder                                        |
| Joseph-Kolb-Straße 4; Joseph-Kolb-Straße 6 (Standort)                                                                                          | Doppelwohnhaus                                                                                   | Eingeschossig mit Satteldach, in Lehmbauweise, 1948/49 | D-4-74-154-143 | BW                                                    |
| Joseph-Kolb-Straße 8; Joseph-Kolb-Straße 10 (Standort)                                                                                         | Doppelwohnhaus                                                                                   | Eingeschossig mit Satteldach, in Ziegel, 1948/49 | D-4-74-154-143 | BW                                                    |
| Kirchplatz 1 (Standort) | [[Kloster Neunkirchen am Brand\|Ehemaliges Augustiner-Chorherren-Stift: Ehemalige Stiftskirche]] | heute katholische Pfarrkirche St. Michael, im Wesentlichen spätgotischer zweischiffiger Sandsteinquaderbau mit Westturm, Chor und Chorseitenkapelle, breites Langhaus mit Satteldach (Westwand 12. Jahrhundert, Südwand 1270/80, Erhöhung und Norderweiterung um 1400, 1690 um obere Fensterreihe erhöht), niedrigeres, schmaleres Nordseitenschiff mit Pultdach (um 1400 bis vor 1437), eingezogener Hauptchor mit 5/8-Schluss (spätes 14. Jahrhundert), nördlich angefügt Chorseitenkapelle (Marienkapelle) unter Schleppdach mit eingezogener polygonaler Apsis, außen am Übergang von Nebchor zum Seitenschiff Ölbergkapelle angefügt (bezeichnet „1492“), viergeschossiger Westturmunterbau auf quadratischem Grundriss (um 1270/80), Turmaufbau auf Achteckgrundriss (1577/78) mit flachem Spitzhelm (nach Brand 1809), Vergrößerung der Schallluken 1925, Rekonstruktion des Maßwerkkranzes 1952; mit Ausstattung, spätklassizistische Wagenremisenanbau an Turmnordwand, 1865 | D-4-74-154-56  | weitere Bilder                                        |
| Kirchplatz 1 (Standort) | Ehemaliges Augustiner-Chorherren-Stift: ehemaliges Klostergebäude                                | 1702 zum Pfarrhaus umgebaut, zweigeschossiger massiver Walmdachbau, mit integriertem zweigeschossigem ehemaligem Kapitelsaal, Sandsteinquaderbau mit zweigeschossigem polygonem Chörlein (zweite Hälfte 14. Jahrhundert), Sakristei (zwischen 1374 und 1399) und Rest des spätmittelalterlichen Kreuzgangs (1368 begonnen) | D-4-74-154-56  | weitere Bilder                                        |
| Kirchplatz 4; Mühlweg (Standort) | Ehemaliges Augustiner-Chorherren-Stift: Gartenmauer                                              | barocke Ummauerung des Pfarrgartens, Sandsteinquader, 18. Jahrhundert | D-4-74-154-56  | weitere Bilder                                        |
| Mühlweg (Standort) | Ehemaliges Augustiner-Chorherren-Stift: Klostermauer                                             | Reste der ehemaligen Klostermauer, Anfang 16. Jahrhundert, vergleiche Kloster- und Marktbefestigung | D-4-74-154-56  | BW                                                    |
| Kirchplatz 3, im Kirchhof (Standort) | St.-Katharinen-Kapelle                                                                           | Saalbau mit eingezogenem polygonalem Chor, Sandsteinquaderbau mit steilem Satteldach, spätgotisch, um 1427, profaniert | D-4-74-154-57  | weitere Bilder                                        |
| Klosterhof 2; Klosterhof 4; Nähe Klosterhof (Standort)                                                                                         | Ehemaliges Schulhaus, heute Rathaus                                                              | Langgestreckter zweigeschossiger Satteldachbau, Erdgeschoss aus Sandsteinquadern, Obergeschoss zum Teil in freiliegendem Fachwerk, am nördlichen Giebel Wappenstein des Fürstbischofs Johann Gottfried von Aschhausen, bezeichnet „1615“ | D-4-74-154-61  | weitere Bilder                                        |
| Klosterhof 2; Klosterhof 4 (Standort) | Ehemaliges Klostertor                                                                            | im Winkel anschließendes zweigeschossiges Tordurchfahrtshaus, Sandsteinquaderbau, um 1600, zugehörig zur ehemaligen Kloster- und Marktbefestigung (vergleiche dort) mit diesem in einer Flucht und unter gemeinsamem, nach Osten abgewalmtem Satteldach das zweigeschossige ehemalige Mesnerhaus, Sandsteinquadererdgeschoss, Fachwerkobergeschoss, bezeichnet „1726“ | D-4-74-154-61  | weitere Bilder                                        |
| Nähe Klosterhof (Standort) | Ehemaliges Mesnerhaus                                                                            | mit diesem in einer Flucht und unter gemeinsamem, nach Osten abgewalmtem Satteldach das zweigeschossige ehemalige Mesnerhaus, Sandsteinquadererdgeschoss, Fachwerkobergeschoss, bezeichnet „1726“ | D-4-74-154-61  | weitere Bilder                                        |
| Mühlweg 1; Nähe Mühlweg, im Bereich des ehemaligen Klosterhofs (Standort)                                                                      | Ehemaliges Amtshaus                                                                              | Dreigeschossiger Mansardwalmdachbau mit Ecklisenen, Massivbau mit geohrten Fenster- und Türrahmungen, barock, 1734; Nebengebäude, erdgeschossiger Backsteinbau auf Natursteinsockel mit Mansarddach, verputzt, bezeichnet „1753“ | D-4-74-154-63  | weitere Bilder                                        |
| Nähe Mühlweg (Standort) | Mansarddachbau                                                                                   | Erdgeschossig, bezeichnet „1753“; vergleiche Ensemble Klosterhof und Markt | D-4-74-154-64  | weitere Bilder                                        |
| Polstergasse 2 (Standort) | Ackerbürgerhaus                                                                                  | Traufständig breitgelagerter zweigeschossiger Satteldachbau, massiv, verputzt, Ende 18./frühes 19. Jahrhundert | D-4-74-154-66  | Ackerbürgerhaus                                       |
| Ringelleite, Nähe nordwestlicher Ortsausgang an einem Abzweig von der Forchheimer Straße nach Baad auf einer Böschung (Standort)               | Marter                                                                                           | Sandstein, 1726 | D-4-74-154-174 | Marter                                                |

### Baad
| Lage               | Objekt     | Beschreibung | Akten-Nr.     | Bild       |
| ------------------ | ---------- | --- | ------------- | ---------- |
| Baad 10 (Standort) | Bauernhaus | Stattlicher zweigeschossiger teilverputzter Wohnbau mit eingeschossigem Stallanbau, massives Erdgeschoss aus Sandsteinquadern, Fachwerkobergeschoss, Satteldach mit Hechtgauben, bezeichnet „1826“ | D-4-74-154-70 | Bauernhaus |
| In Baad (Standort) | Wegkapelle | Sandsteinquaderbau mit Satteldach und Spitzhelmdachreiter, polygonal geschlossen, neugotisch, 1926                                                                                                 | D-4-74-154-69 | Wegkapelle |

### Ebersbach
| Lage                                                                                            | Objekt     | Beschreibung | Akten-Nr.              | Bild       |
| ----------------------------------------------------------------------------------------------- | ---------- | --- | ---------------------- | ---------- |
| Am Reutweg (Standort)                                                                           | Wegkreuz   | Gusseisernes Kreuz mit Korpus und Marienfigur auf Sandsteinsockel, 1899                                                                                         | D-4-74-154-162         | BW         |
| Ebersbach 5 (Standort)                                                                          | Bauernhaus | Erdgeschossiger Satteldachbau, Fachwerk, wohl noch 18. Jahrhundert                                                                                              | D-4-74-154-71 Wikidata | Bauernhaus |
| Ebersbach 9 (Standort)                                                                          | Bauernhaus | Wohnstallgebäude, zweigeschossiger traufständiger Satteldachbau, Erdgeschoss und Stalltrakt massiv, Obergeschoss und Giebel aus Fachwerk, Mitte 19. Jahrhundert | D-4-74-154-72          | BW         |
| Ebersbach 14 (Standort)                                                                         | Bauernhaus | Erdgeschossiger Fachwerkbau mit hohem, dreigeschossigem Schopfwalmdach, Fachwerkgiebel, 18. Jahrhundert                                                         | D-4-74-154-74          | BW         |
| Ebersbach 24 (Standort)                                                                         | Marter     | Sandsteinsäule mit doppeltem Volutenabschluss, Bildhäuschen mit vier muschelbekrönten Nischen, bezeichnet „1690“, Marienfigur neu.                              | D-4-74-154-76          | BW         |
| Ebersbach 25, im Obstgarten von Haus Nummer 25 unweit eines Fußwegs nach Neunkirchen (Standort) | Marter     | Sandsteinsäule, Bildhaus mit Muschelwerkornamentik und bekrönendem Steinkreuz, bezeichnet „1739“                                                                | D-4-74-154-77          | Marter     |
| Reutweg, an der Straße nach Langensendelbach (Standort)                                         | Steinkreuz | Wohl 17. Jahrhundert | D-4-74-154-78          | BW         |

### Ermreuth
| Lage                                                           | Objekt                                                 | Beschreibung | Akten-Nr.      | Bild                  |
| -------------------------------------------------------------- | ------------------------------------------------------ | --- | -------------- | --------------------- |
| Ermreuther Hauptstraße 20 (Standort)                           | Kleinhaus                                              | Traufständiger Satteldachbau, Sandsteinquader mit Fachwerkgiebel, 18./frühes 19. Jahrhundert | D-4-74-154-79  | BW                    |
| Ermreuther Hauptstraße 25 (Standort)                           | Fachwerkstadel                                         | Giebelständig auf Bruchsteinsockel, Satteldach mit Zwerchhäusern, 18./frühes 19. Jahrhundert | D-4-74-154-80  | BW                    |
| Ermreuther Hauptstraße 35 (Standort)                           | Ehemaliges Bauernhaus                                  | Frackdachhaus, Fachwerkobergeschoss, wohl noch 17. Jahrhundert, Erdgeschoss 1981 massiv erneuert | D-4-74-154-81  | Ehemaliges Bauernhaus |
| Ermreuther Hauptstraße 47 (Standort)                           | Bauernhof: Wohnstallhaus                               | Zweigeschossiges giebelständiges Wohnstallhaus, Fachwerk mit Satteldach, 18./frühes 19. Jahrhundert | D-4-74-154-83  | BW                    |
| Ermreuther Hauptstraße 47 (Standort)                           | Bauernhof: Fachwerkstadel                              | 18./19. Jahrhundert | D-4-74-154-83  | BW                    |
| Ermreuther Hauptstraße 47 (Standort)                           | Bauernhof: Fachwerkstadel                              | 18./19. Jahrhundert | D-4-74-154-83  | BW                    |
| Ermreuther Hauptstraße 52 (Standort)                           | Kleinbauernhaus                                        | Eingeschossiger giebelständiger Putzbau mit hohem Satteldach, wohl Fachwerk, erste Hälfte 19. Jahrhundert, mit älterem Kern | D-4-74-154-84  | BW                    |
| Hainbühl, am Hang ca. 1,1 km nordwestlich des Ortes (Standort) | Judenfriedhof                                          | Mit Einfriedungsmauer und Grabsteinen, um 1711 angelegt, 1797 erweitert, früheste erhaltene Grabmäler um 1800 | D-4-74-154-100 | weitere Bilder        |
| Herrnbergstraße 5 (Standort)                                   | Kleinbauernhaus                                        | Traufständiger zweigeschossiger Satteldachbau, Fachwerk verputzt, 18./frühes 19. Jahrhundert | D-4-74-154-85  | BW                    |
| Herrnbergstraße 7 (Standort)                                   | Kleinbauernhaus                                        | Zweigeschossiges traufständiges Satteldachhaus, Fachwerk verputzt, 18./frühes 19. Jahrhundert | D-4-74-154-86  | BW                    |
| Herrnbergstraße 8 (Standort)                                   | Bauernhaus                                             | Zweigeschossiges Wohnstallhaus mit Satteldach, massiv und Riegelfachwerk, 18. Jahrhundert | D-4-74-154-87  | BW                    |
| Herrnbergstraße 9 (Standort)                                   | Alte Schule                                            | Ehemaliges Künßbergisches Amtshaus, zweigeschossiger Walmdachbau, Sandsteinquader, 18./Anfang 19. Jahrhundert, an Südseite künsbergischer Wappenstein, zweigeschossiger Anbau, verputzter Ziegelsteinanbau, 19. Jahrhundert | D-4-74-154-88  | BW                    |
| Herrnbergstraße 12 (Standort)                                  | Hofhaus                                                | Zweigeschossiger Satteldachbau, massives Erdgeschoss, Fachwerkobergeschoss, 18. Jahrhundert | D-4-74-154-90  | BW                    |
| Zu Hernbergstraße 12 (Standort)                                | Stadel                                                 | Giebelständiger zweigeschossiger Satteldachbau mit giebelseits überkragendem Oberstock, Frontgiebel verbrettert, Fachwerk, 18. Jahrhundert | D-4-74-154-89  | BW                    |
| Marktplatz 1 (Standort)                                        | Gasthaus                                               | Zweigeschossiger Satteldachbau in Ecklage, massives Erdgeschoss (modernisiert), Fachwerkoberstock, erste Hälfte 18. Jahrhundert, verändert Mitte 19. Jahrhundert | D-4-74-154-91  | BW                    |
| Marktplatz 3/3a (Standort)                                     | Ehemaliges Gasthaus                                    | Zweigeschossiger giebelständiger Satteldachbau, Erdgeschoss massiv, Obergeschoss und Giebel in Fachwerk erste Hälfte 19. Jahrhundert, mit älterem Kern; traufseits angebauter ehemaliger Stadel mit Satteldach, Fachwerkgiebel und Dachwerk 18. Jahrhundert, Erdgeschoss komplett erneuert | D-4-74-154-92  | BW                    |
| Marktplatz 11 (Standort)                                       | Bauernhaus                                             | Zweigeschossiger Satteldachbau, massives Erdgeschoss, verputzt und Fachwerkobergeschoss, um 1800 | D-4-74-154-93  | weitere Bilder        |
| Marktplatz 11 (Standort)                                       | Scheune                                                | giebelständiger Fachwerkstadel mit Satteldach, 19. Jahrhundert | D-4-74-154-93  | BW                    |
| Marktplatz 12 (Standort)                                       | Evangelisch-lutherische Pfarrkirche St. Peter und Paul | Massive Chorturmkirche, verputzter Turm, Turmobergeschoss mit Zeltdach zweite Hälfte 17. Jahrhundert, teilverputztes Langhaus mit Satteldach konkav geschweifter Giebel, südliche Traufseite aus steinsichtigen Sandsteinquadern mit neugotischen Fenstern, im Kern spätmittelalterlich, eingreifender Umbau 1727 wohl durch Karl Friedrich von Zocha, neugotische Veränderungen 19. Jahrhundert, Sakristei- und Patronatsherrnlogenanbau in Fachwerk mit Satteldach um 1727; mit Ausstattung | D-4-74-154-94  | weitere Bilder        |
| Marktplatz 14 (Standort)                                       | Schloss Ermreuth                                       | Dreigeschossiger massiver Putzbau mit Walmdachbau, mittig vorgesetzter polygonaler Treppenturm mit Zeltdach, um 1600, Ausbau der Obergeschosse im 18. Jahrhundert | D-4-74-154-95  | weitere Bilder        |
| Pfarrgasse 1 (Standort)                                        | Evangelisch-lutherisches Pfarrhaus                     | Zweigeschossiger Walmdachbau, massives Erdgeschoss, Fachwerkobergeschoss, bezeichnet 1734, nach Plan von Johann David Steingruber | D-4-74-154-145 | BW                    |
| Pfarrgasse 3 (Standort)                                        | Obstdarre                                              | massiv mit Satteldach, frühes 19. Jahrhundert | D-4-74-154-145 | BW                    |
| Wagnergasse 2 (Standort)                                       | Ehemaliges Judenhaus                                   | Zweigeschossiger Satteldachbau, Fachwerk verputzt, erste Hälfte 19. Jahrhundert | D-4-74-154-96  | BW                    |
| Wagnergasse 6 (Standort)                                       | Ehemaliges Judenhaus                                   | Zweigeschossiger traufständiger verputzter Fachwerkbau mit Satteldach, erste Hälfte 19. Jahrhundert, mit älterem Kern | D-4-74-154-97  | BW                    |
| Wagnergasse 8 (Standort)                                       | Synagoge                                               | Zweigeschossiger Sandsteinquaderbau im Rundbogenstil, mit Walmdach, bezeichnet „1822“ | D-4-74-154-98  | weitere Bilder        |
| Wagnergasse 10 (Standort)                                      | Bauernhaus                                             | Satteldachbau, Erdgeschoss wohl massiv, Obergeschoss wohl Fachwerk, erste Hälfte 19. Jahrhundert, mit älterem Kern, Erdgeschoss verändert | D-4-74-154-99  | BW                    |
| Nähe Wagnergasse (Standort)                                    | Stadel                                                 | Fachwerk mit Satteldach, 18. Jahrhundert, nachträglich nach Norden erweitert | D-4-74-154-99  | BW                    |

### Großenbuch
| Lage | Objekt                                             | Beschreibung | Akten-Nr.               | Bild |
| --- | -------------------------------------------------- | --- | ----------------------- | --- |
| Dorfstraße 4 (Standort) | Hierzu Fachwerkstadel                              | Mit Satteldach, 18./19. Jahrhundert, mit nachträglichem Schleppdachanbau | D-4-74-154-107          | BW |
| Dorfstraße 13 (Standort) | Bauernhaus                                         | Traufständiger Frackdachbau, Fachwerk, erste Hälfte 19. Jahrhundert | D-4-74-154-105          | Bauernhaus |
| Dorfstraße 15 (Standort) | Bauernhaus                                         | Stattliches Bauernhaus, zweigeschossiger Putzbau mit Satteldach und traufseitigem Anbau mit Schleppdach, massiv und Fachwerk, 18./frühes 19. Jahrhundert; zweigeschossiges Stallgebäude mit Frackdach, Erdgeschoss Sandstein, Obergeschoss Fachwerk, erste Hälfte 19. Jahrhundert | D-4-74-154-104          | Bauernhaus |
| Dorfstraße 17 (Standort) | Gasthaus                                           | Zweigeschossiger Massivbau mit Satteldach, erste Hälfte 19. Jahrhundert | D-4-74-154-103          | BW |
| Dorfstraße 23 (Standort) | Bauernhaus                                         | Giebelständiger, verputzter Frackdachbau, vermutlich Fachwerk, Mitte 19. Jahrhundert | D-4-74-154-102          | BW |
| Hutweide 1 (Standort) | Hierzu Stadel                                      | Mit Frackdach, Sandsteinquader und Fachwerk, obere Teile verbrettert, 18./frühes 19. Jahrhundert | D-4-74-154-109          | BW |
| Hutweide 10 (Standort) | Marter                                             | Sandsteinsäule mit Aufsatz, erste Hälfte 18. Jahrhundert | D-4-74-154-110          | BW |
| Im Trog, außerhalb des Ortes, in der Verlängerung des Schellenberger Weges, hinter einem Weiher links über eine Brücke und dann rechts an der Böschung des Hohlwegs nach Schellenbach (Standort) | Marter, sogenannter Spähneschnitzer                | Sandsteinsäule, bezeichnet „1717“ | D-4-74-154-120          | [[Vorlage:Bilderwunsch/code!/C:49.60944,11.1646!/D:Im Trog, außerhalb des Ortes, in der Verlängerung des Schellenberger Weges, hinter einem Weiher links über eine Brücke und dann rechts an der Böschung des Hohlwegs nach Schellenbach, Marter, sogenannter Spähneschnitzer!/\|BW]] |
| Kirchenweg 5 (Standort) | Katholische Filialkirche St. Johannes              | Saalkirche mit eingezogenem polygonalem Chor, Nordwestturm mit Zwiebelhaube und südwestlichem Kapellenanbau, traditionalistisch, 1939–1944 von Konrad Ritter von Hofmann; mit Ausstattung                                                                                         | D-4-74-154-101          | Katholische Filialkirche St. Johannes |
| Kreuzäcker, westlich vom Ort (Standort) | Wegkapelle                                         | Massiver Putzbau mit Satteldach, erste Hälfte 18. Jahrhundert; mit Ausstattung | D-4-74-154-116          | Wegkapelle |
| Kreuzäcker, neben der Kapelle am Ortsausgang nach Neunkirchen a.Brand (Standort) | Wegkreuz                                           | Gefasstes Holzkruzifix an Eisenkreuz, spätes 18. Jahrhundert | D-4-74-154-117          | Wegkreuz |
| Nähe Pfarrer-Merkel-Weg (Standort) | Hierzu ehemalige Scheune des Klosters Frauenaurach | Stattlicher mehrschiffiger Fachwerkstadel mit viergeschossigem Satteldach, 18./19. Jahrhundert | D-4-74-154-108          | BW |
| Nähe Zuckergasse (Standort) | Marter                                             | Sandsteinsäule mit Aufsatz und Steinkreuz, bezeichnet „1759“ | D-4-74-154-112          | BW |
| Ritter-von-Hofmann-Straße/Ecke Schwarzenäckerweg (Standort) | Marter                                             | Sandsteinsäule mit Aufsatz, bezeichnet „1752“ | D-4-74-154-118          | Marter |
| Ritter-von-Hofmann-Straße 2; Ritter-von-Hofmann-Straße 2a (Standort) | Dreiseithof                                        | Dreiseithof, Bauernwohnhaus, zwei- bzw. dreigeschossiger Frackdachbau, Fachwerk, große Teile verputzt, 18./19. Jahrhundert; Stadel, Sandsteinquader und Fachwerk, Satteldach, 18./19. Jahrhundert                                                                                 | D-4-74-154-114          | BW |
| Ritter-von-Hofmann-Straße 7 (Standort) | Hierzu Stadel                                      | Traufständiger Fachwerkbau mit Satteldach, bezeichnet „1863“ | D-4-74-154-115          | BW |
| Rötgärten, an der Straße nach Rödlas, bevor der Wald beginnt, an der linken Seite unter Brombeersträuchern an einem Weidenzaun (Standort)                                                        | Sühnekreuz                                         | Steinkreuz, wohl 17. Jahrhundert | D-4-74-154-121          | BW |
| Schulstraße 1 (Standort) | Ehemalige Schule                                   | Traufständiger zweigeschossiger Sandsteinquaderbau mit flach geneigtem Satteldach, giebelseitig schmaler Anbau in gleichen Formen, 1888, originale Oberlichthaustür | D-4-74-154-147          | BW |
| Zuckergasse 5 (Standort) | Stattliches Bauernhaus                             | Zweigeschossiger Massivbau mit Satteldach, Sandsteinquader, teilverputzt, bezeichnet „1878“ | D-4-74-154-111 Wikidata | Stattliches Bauernhaus |

### Rödlas
| Lage                     | Objekt              | Beschreibung | Akten-Nr.               | Bild                |
| ------------------------ | ------------------- | --- | ----------------------- | ------------------- |
| Rödlas 1 (Standort)      | Bauernhof           | Stattliches spätbarockes Wohnhaus, zweigeschossiger Werksteinbau mit geohrten Tür- und Fenstereinfassungen, Satteldach mit Zwerchgiebel in Fachwerk, bezeichnet „1755“; Stallgebäude, Haustein und Fachwerk, Satteldach, zweite Hälfte 18. Jahrhundert | D-4-74-154-122 Wikidata | Bauernhof           |
| Rödlas 3 (Standort)      | Bauernhaus          | Zweigeschossiger Satteldachbau, Sandsteinquader und Fachwerk, Giebel mit Schieferbehang, Haustür bezeichnet „1849“, darüber Trinitätsgruppe, gefasst, um 1700                                                                                          | D-4-74-154-123          | BW                  |
| Rödlas 6a (Standort)     | Bauernhaus          | Zweigeschossiger Satteldachbau, Erdgeschoss massiv verputzt, Obergeschoss Fachwerk weitgehend verschiefert, bezeichnet „1896“ | D-4-74-154-124          | BW                  |
| Rödlas 6a (Standort)     | Stadel              | schlichter Satteldachbau, Fachwerk verputzt, um 1900 | D-4-74-154-124          | BW                  |
| Rödlas 6a (Standort)     | Remise              | traufständig mit Satteldach | D-4-74-154-124          | BW                  |
| Rödlas 7 (Standort)      | Bauernhaus          | Zweigeschossiger giebelständiger Satteldachbau, massives verputzte Erdgeschoss, verschiefertes Fachwerkobergeschoss, Mitte 19. Jahrhundert mit älterem Kern                                                                                            | D-4-74-154-125          | BW                  |
| Rödlas 11 1/2 (Standort) | Bauernhaus          | Traufständiger zweigeschossiger Satteldachbau, Erdgeschoss Sandsteinquader, Obergeschoss Fachwerk, bezeichnet „1836“ | D-4-74-154-127          | BW                  |
| Rödlas 24a (Standort)    | Katholische Kapelle | Sandsteinquaderbau, Walmdach mit mittigem Haubendachreiter, Anfang 19. Jahrhundert, Erweiterung um eingezogenen Satteldachvorbau und abgewalmtem Kastenchor, um 1870, in neugotischem Stil; mit Ausstattung                                            | D-4-74-154-129          | Katholische Kapelle |

### Rosenbach
| Lage                               | Objekt                                          | Beschreibung | Akten-Nr.      | Bild |
| ---------------------------------- | ----------------------------------------------- | --- | -------------- | ---- |
| Große Welluckner Wiesen (Standort) | Wegkreuz                                        | Holz auf Sandsteinsockel, mit gefasstem Korpus über Kelch, seitlich ausgesägte Ranken, am Kreuzfuß Nische mit Pietà, historistisch, bezeichnet „1864“                                                | D-4-74-154-133 | BW   |
| In Oberrosenbach (Standort)        | Feldkapelle                                     | Polygonal geschlossener Quadersteinbau mit Satteldach, Dachreiter mit Zeltdach, neugotisch, mittleres 19. Jahrhundert; mit Ausstattung                                                               | D-4-74-154-140 | BW   |
| In Rosenbach (Standort)            | Wegkreuz                                        | Holz auf Sandsteinsockel, mit gefasstem Korpus und ausgesägten Ranken, am Kreuzfuß Nische mit Kelch, historistisch, bezeichnet „1866“, restauriert 2001                                              | D-4-74-154-137 | BW   |
| Rosenbach 3 (Standort)             | Zugehörig Fachwerkstadel                        | Mit hohem Satteldach, verbretterter Giebel, bezeichnet „1794“ | D-4-74-154-132 | BW   |
| Rosenbach 11 (Standort)            | Schwarzbauernhalbhof                            | Giebelständiger zweigeschossiger Sandsteinquaderbau mit Satteldach, bezeichnet „1842“ | D-4-74-154-136 | BW   |
| Rosenbach 15 (Standort)            | Wohnstallhaus                                   | Eingeschossig mit Fachwerkgiebel, 18./19. Jahrhundert | D-4-74-154-138 | BW   |
| Rosenbach 16 (Standort)            | Martinshof                                      | Dreiseithof, giebelständiges eingeschossiges Wohnstallhaus, Sandsteinquaderbau mit Satteldach, bezeichnet „1792“; giebelständiges Nebengebäude, Sandsteinquaderbau mit Satteldach, bezeichnet „1865“ | D-4-74-154-139 | BW   |
| Rosenbach 30 (Standort)            | Katholische Filialkirche Maria Patrona Bavariae | Kleiner massiver verputzter Saalbau mit polygonalem Chor, Satteldach mit achteckigem Spitzhelmgiebeldachreiter, expressionistische Formen aufgreifende Neugotik, bezeichnet „1927“                   | D-4-74-154-130 | BW   |

### Wellucken
| Lage                   | Objekt                | Beschreibung                                                              | Akten-Nr.               | Bild                  |
| ---------------------- | --------------------- | ------------------------------------------------------------------------- | ----------------------- | --------------------- |
| Wellucken 2 (Standort) | Ehemaliges Bauernhaus | Sandsteinquader und Fachwerk, mit Frackdach, erste Hälfte 19. Jahrhundert | D-4-74-154-141 Wikidata | Ehemaliges Bauernhaus |

## Ehemalige  Baudenkmäler
In diesem Abschnitt sind Objekte aufgeführt, die früher einmal in der Denkmalliste eingetragen waren, jetzt aber nicht mehr. Objekte, die in anderem Zusammenhang – also z. B. als Teil eines Baudenkmals – weiter eingetragen sind, sollen hier nicht aufgeführt werden. Aktennummern in diesem Abschnitt sind ehemalige, jetzt nicht mehr gültige Aktennummern.

| Lage                                              | Objekt         | Beschreibung                                               | Akten-Nr.      | Bild |
| ------------------------------------------------- | -------------- | ---------------------------------------------------------- | -------------- | ---- |
| Großenbuch Ritter-von-Hofmann-Straße 3 (Standort) | Fachwerkstadel | Satteldach mit verbretterten Giebeln und Hechtgauben, 1718 | D-4-74-154-113 | BW   |
| Rosenbach Rosenbach 10                            | Nebengebäude   | Erste Hälfte 19. Jahrhundert                               | D-4-74-154-135 | BW   |

## Abgegangene Baudenkmäler
In diesem Abschnitt sind Objekte aufgeführt, die früher einmal in der Denkmalliste eingetragen waren, jetzt aber nicht mehr existieren, z. B. weil sie abgebrochen wurden. Aktennummern in diesem Abschnitt sind ehemalige, jetzt nicht mehr gültige Aktennummern.

| Lage                        | Objekt   | Beschreibung | Akten-Nr.      | Bild |
| --------------------------- | -------- | --- | -------------- | ---- |
| Neunkirchen Bahnhofstraße 3 | Wohnhaus | Eingeschossig, traufständiger massiver Mansarddach mit doppelachsigem Zwerchhaus, um 1900; abgerissen 2012; in der Denkmalliste mit Stand 17. Juli 2025 noch aufgeführt | D-4-74-154-161 | BW   |